# Porsche 904
Der Porsche 904, offiziell vertrieben als Carrera GTS, war ein Rennsportwagen der Porsche KG. Das von 1963 bis 1965 produzierte Coupé hatte eine Freigabe nach der StVZO und durfte außer auf Rennstrecken auch im öffentlichen Straßenverkehr bewegt werden.
Der Wagen wurde 1964 bis 1966 vom Werksteam in der Sportwagen-Weltmeisterschaft und 1965 als speziell aufgebauter 904 Bergspyder in der Europa-Bergmeisterschaft eingesetzt. Daneben fuhren viele Privatteams den Rennwagen ebenfalls in den beiden internationalen Rennserien und in nationalen Meisterschaften wie der Deutschen Automobil-Rundstrecken-Meisterschaft in der 2-Liter-GT-Klasse.
Der 904 gewann in der Markenweltmeisterschaft 1964 und 1965 die 2-Liter-GT-Wertung und 1964 außerdem die Prototypenklasse.

## Allgemeines

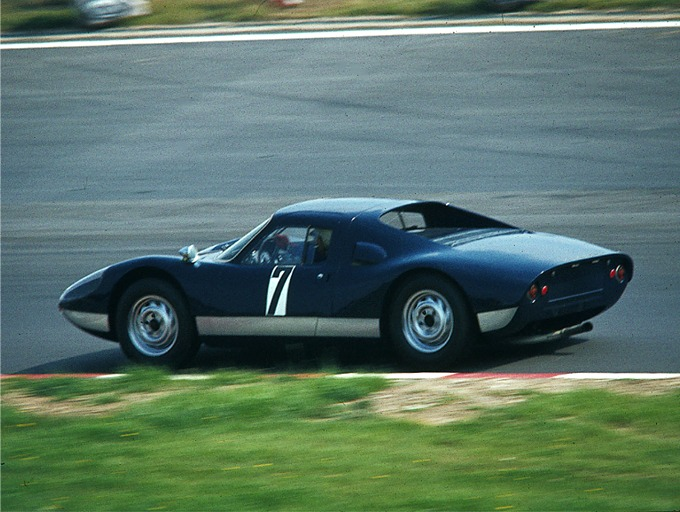
Porsche 904 bei einer Demonstrationsrunde 1981 auf dem Nürburgring

1963 entwickelte Porsche einen Nachfolger für den 718. Der ab November 1963 produzierte neue Rennwagen mit der internen Typnummer 904 sollte in der GT-Klasse der Sportwagen-Weltmeisterschaft starten. Um die dazu notwendige Homologation zu erhalten, mussten laut FIA-Reglement mindestens 100 Fahrzeuge produziert werden. Die Nachfrage der Privatfahrer war jedoch so hoch, dass nach den 100 geplanten Fahrzeugen weitere 16 montiert wurden, denn Porsche hatte bereits bei der Entwicklung großes Augenmerk darauf gelegt, den Wagen kostengünstig zu produzieren, und verkaufte ihn zu dem auch für damalige Verhältnisse günstigen Preis von 29.700 DM. Restliche Teile für vier weitere Wagen dienten als Ersatzteillager.
Da der 904 als GT-Wagen eine Zulassung für den öffentlichen Straßenverkehr erhalten konnte, durfte er wegen der Peugeot-Namensrechte an dreistelligen Zahlen mit einer Null in der Mitte nicht mit der internen Nummer vermarktet werden und wurde daher als Carrera GTS vertrieben.
Ebenso wie den 911 hatte Ferdinand Alexander Porsche den 904 entworfen. Er war das letzte Modell, das den von Ernst Fuhrmann konstruierten Vierzylinder-Boxermotor enthielt und zu den sogenannten Straßenrennwagen gehörte. Der spätere Nachfolger 906 war, obwohl er auch als Straßenfahrzeug hätte zugelassen werden können, der erste nahezu ausschließlich als Rennfahrzeug verwendete Sportwagen von Porsche.
Für das Unternehmen war der erstmals bei Porsche mit einer Stahl-Kunststoff-Bauweise aufgebaute 904 ein Meilenstein.

## Modellentwicklung

### 904 Coupé (1963–1964)

#### Karosserie
Bei der Karosserie des 904 machte Porsche einen Kompromiss aus technischen Neuerungen und niedrigen Produktionskosten. Karosserieträger war statt eines Gitterrohrrahmens ein herkömmlicher, leichter und kostengünstiger zu produzierender Kastenrahmen aus Stahl, der aus zwei stabilen Längsträgern bestand, zwischen denen mehrere Querstreben eingeschweißt wurden.
Für die Außenhaut verwendete Porsche hingegen erstmals einen leichten Kunststoff, mit Glasfasern verstärktes Polyesterharz von BASF. Die von Heinkel in Speyer gefertigte Karosserie wurde mit dem Kastenrahmen verklebt und zusätzlich verschraubt. Durch das Verkleben von Rahmen und Kunststoffhaut der Karosserie des 904 wurde eine große Steifigkeit erreicht.

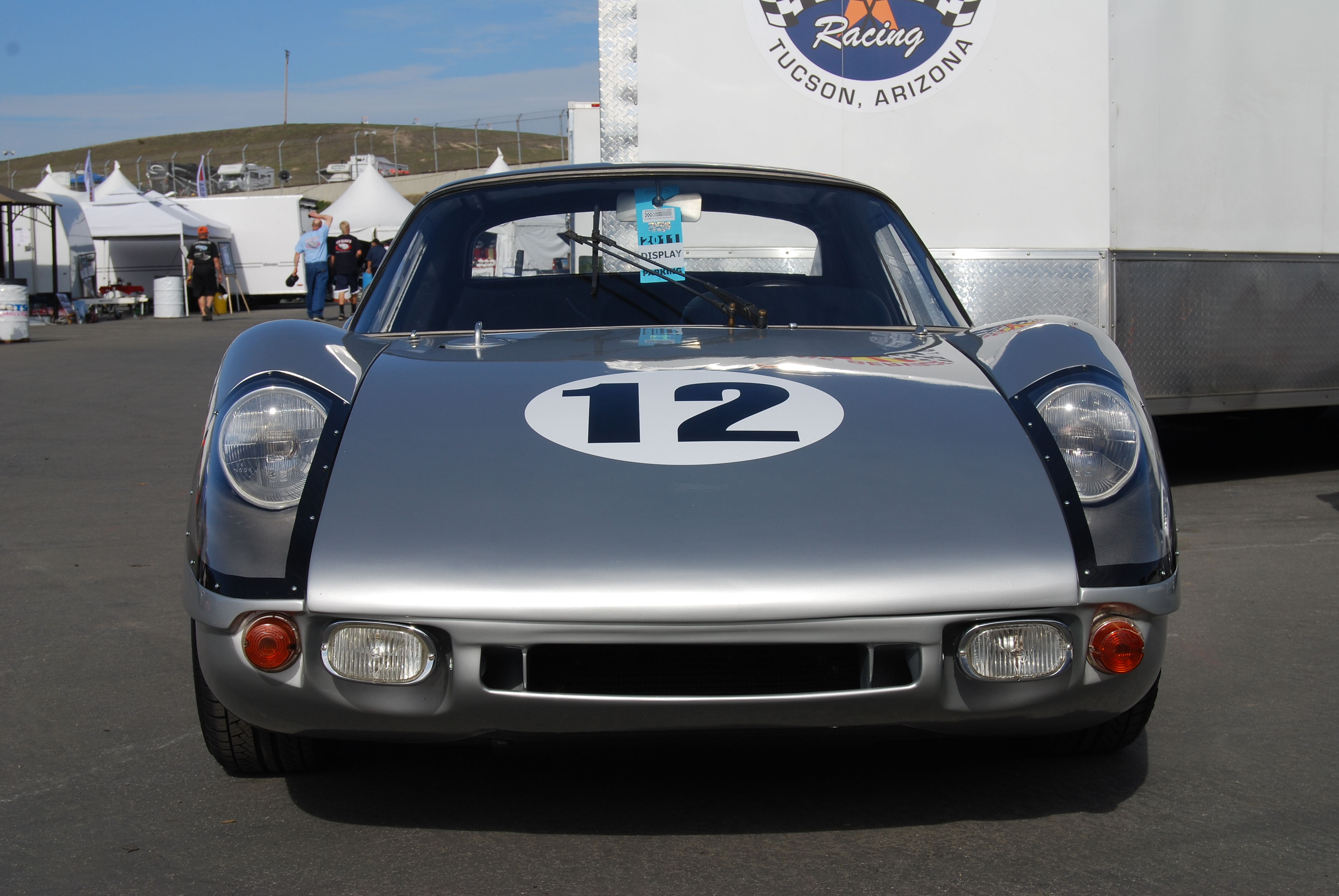
Frontansicht eines Porsche 904
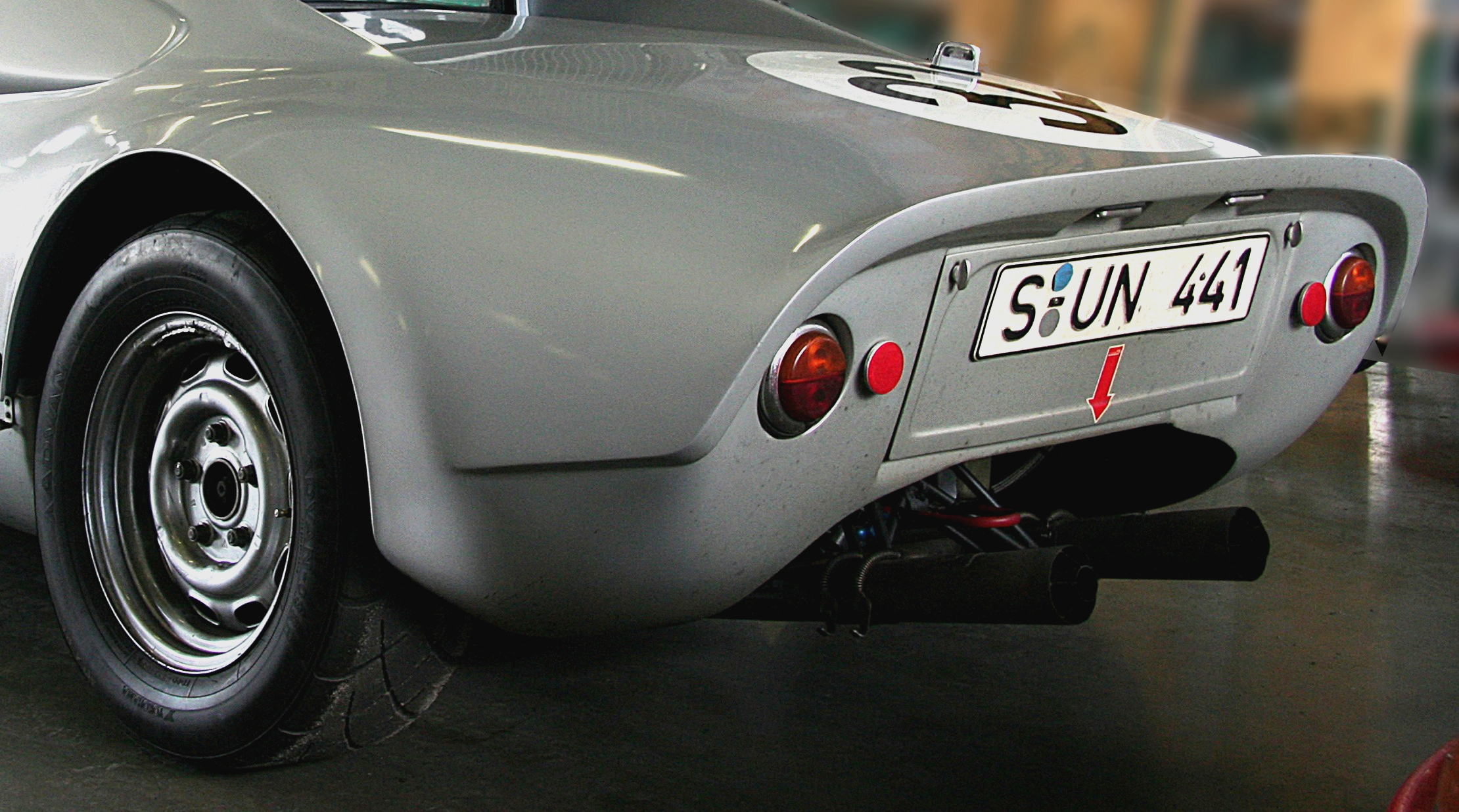
Zwischen den Rückleuchten der Deckel des kleinen Kofferraums mit dem Kennzeichen
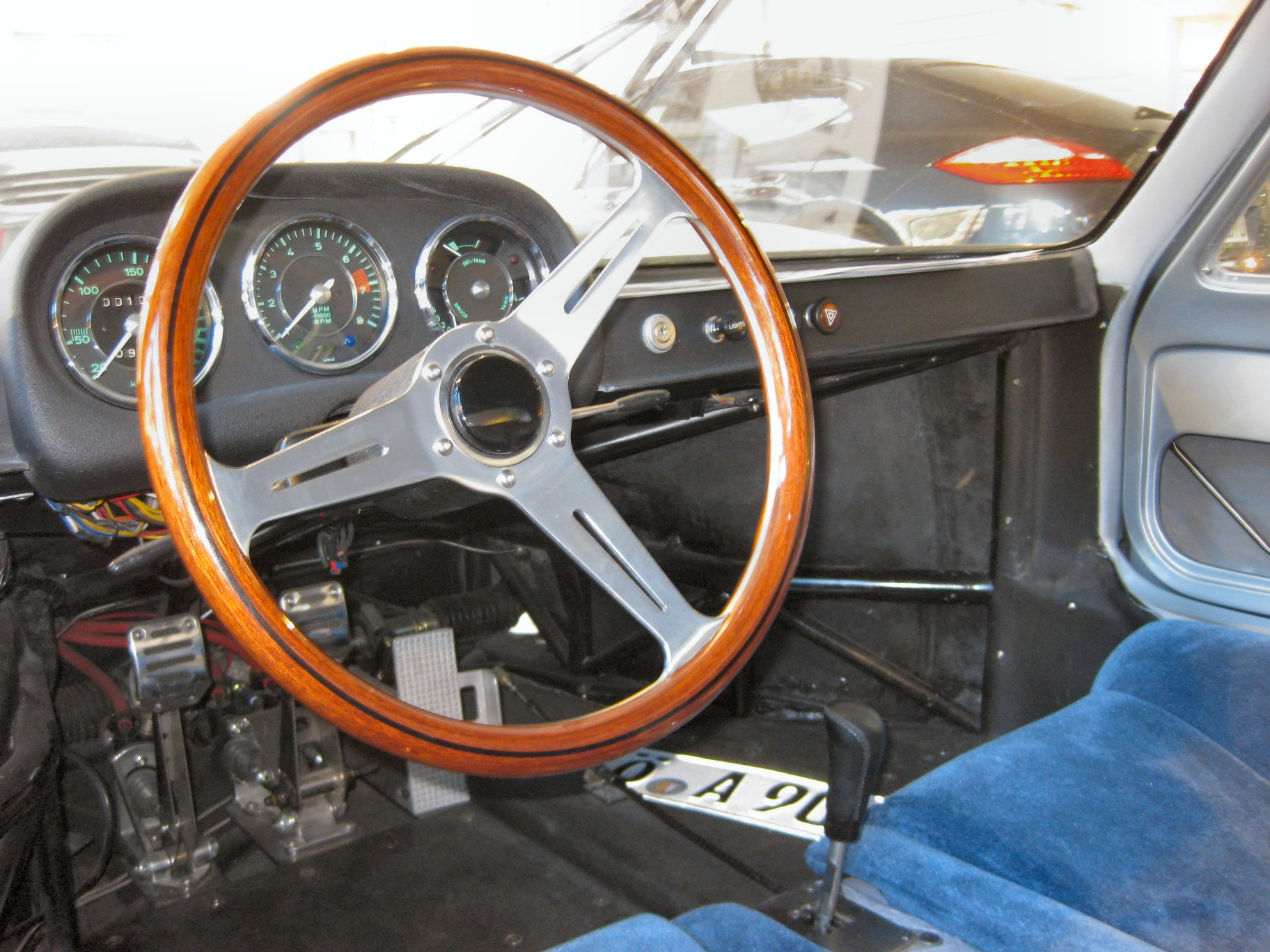
Cockpit eines Porsche 904
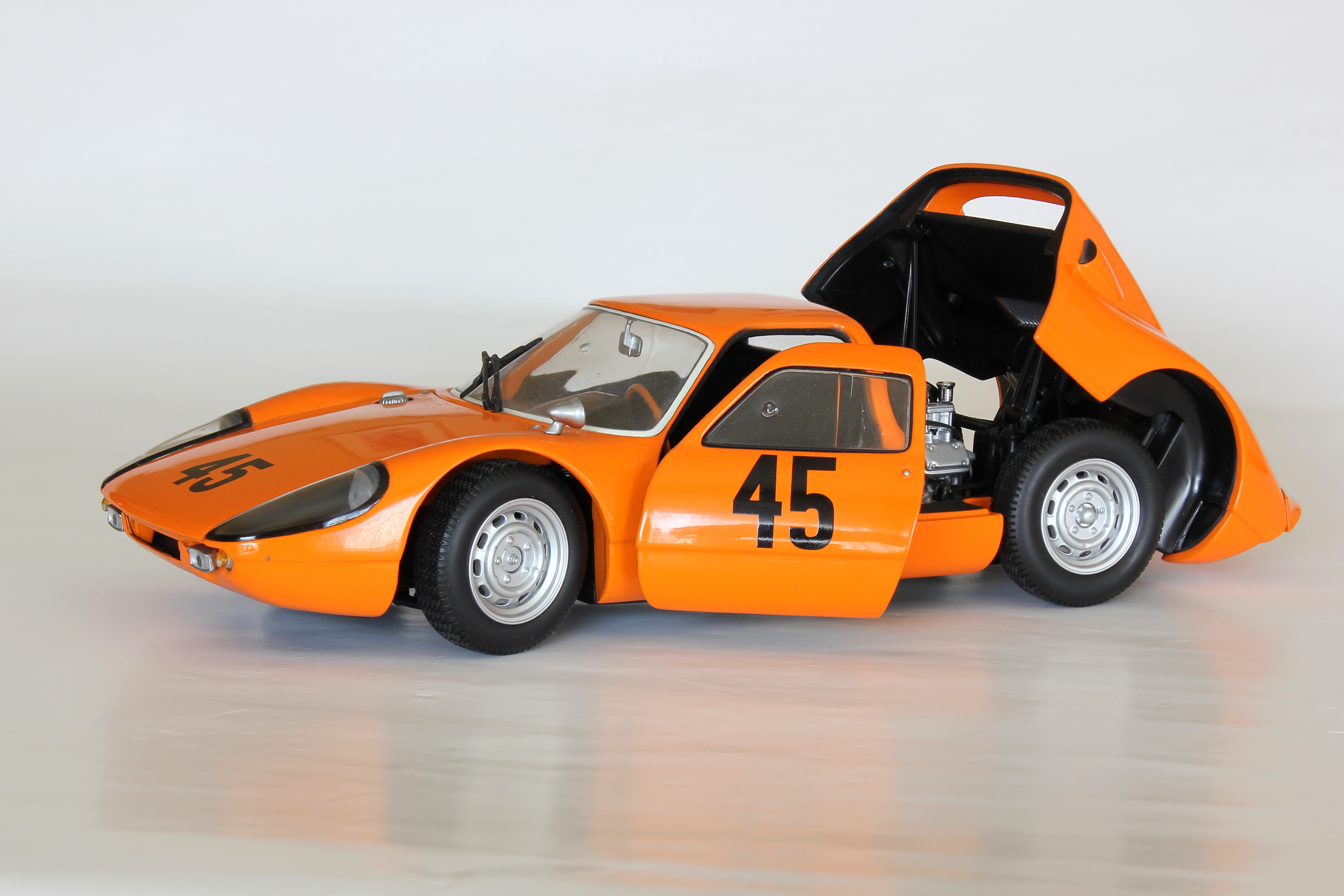
Minichamps-Modell des Wagens von Ben Pon und Gerhard Koch beim 1000-km-Rennen auf dem Nürburgring 1964

Das zweisitzige Coupé hatte einen Mittelmotor. Hinter dem Cockpit lag der Motor vor der Hinterachse und das Getriebe dahinter. Angetrieben wurden die Hinterräder. Zur besseren Gewichtsverteilung lagen der 110-l-Benzintank, der Ölkühler und das vorgeschriebene fertig montierte Reserverad im Bug unter der vorn angeschlagenen Fronthaube. In den abnehmbaren Heckdeckel war der vom FIA-Reglement für GT-Fahrzeuge vorgeschriebene Kofferraum mit den Mindestmaßen von 65 × 40 × 20 cm integriert.
Die aerodynamisch gestaltete Karosserie hatte eine kleine Stirnfläche. Der Wagen war unempfindlich gegen Seitenwind und auch bei hohen Geschwindigkeiten sicher zu beherrschen. Die Fahrzeuge erhielten zunächst alle eine silbergraue, später auch weiße und andere Lackierungen.
Im Innenraum gab es nur die für den sportlichen Einsatz notwendigen Instrumente und Ausrüstungsgegenstände. Die Schalensitze waren fest mit der Karosserie verbunden. Dagegen ließen sich die Pedale und das Lenkrad des Porsche 904 in Längsrichtung verstellen, um unterschiedlich großen Fahrern gerecht zu werden.
Die ersten produzierten Fahrzeuge hatten Schiebefenster aus Plexiglas in den Türen. Später wurden auch Wagen mit versenkbaren Scheiben (Kurbelfenster) und kleinen Dreiecksfenstern davor hergestellt. In die Türen gab es Ablagefächer.
Während der Saison 1964 der Sportwagen-Weltmeisterschaft verbesserte Porsche einige Details am Wagen. So erhielten später produzierte Fahrzeuge 1965 eine überarbeitete Front mit größeren Luftöffnungen, um die Bremsen besser zu kühlen. An den Seiten hinter den Türen wurden vergrößerte Öffnungen eingearbeitet, damit der Motor mehr Luft erhielt.

#### Fahrwerk

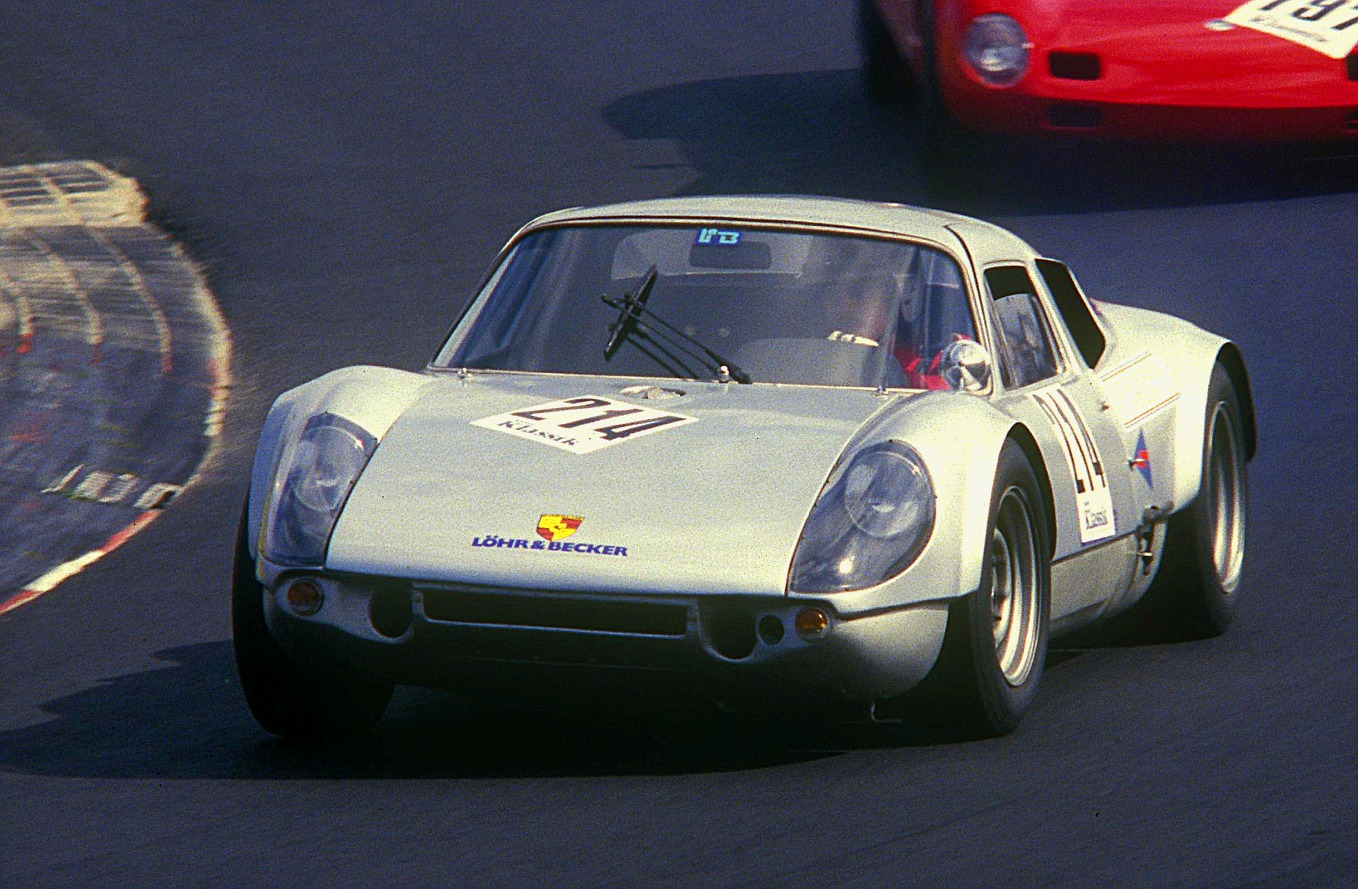
Porsche 904/6 mit vergrößerten Luftöffnungen in der Front und an den Seiten

Der Porsche 904 hatte rundum Einzelradaufhängung an schrägliegenden Doppelquerlenkern, die in Gummibuchsen gelagert waren. Die Federung übernahmen Schraubenfedern mit innenliegenden Stoßdämpfern. Querliegende Stabilisatoren vorn und hinten verringerten die Seitenneigung in Kurven. Die hydraulisch betätigte Zweikreisbremsanlage mit Scheibenbremsen war vom Porsche 911 übernommen und für den Renneinsatz verstärkt.
In der GTS-Ausführung wurde der Wagen wahlweise mit zwei Bereifungen ausgeliefert. Der Käufer konnte sich für 185/70-HR-15-Gürtelreifen oder Rennreifen mit den Größen 5.50-15 vorn und 6.00-15 hinten entscheiden. Aufgezogen wurden die Reifen jeweils auf 15-Zoll-Lochscheibenräder aus Stahl mit unterschiedlichen Breiten von fünf bis sieben Zoll.

#### Motor und Getriebe
Porsche plante anfangs in dem GTS-Modell den Sechszylinder-Boxermotor des 911 einzubauen. Doch diese Idee wurde verworfen und stattdessen auf den bewährten und rennerprobten 2-Liter-Vierzylinder-Boxermotor vom Typ 587/3 aus dem 356 Carrera 2 zurückgegriffen. Porsche begründete dies damit, dass für einen international verkauften Rennwagen genügend Ersatzteile und Wartungskenntnisse bei den Mechanikern vorhanden sein müssten. Dies war mit dem sogenannten Fuhrmann-Motor, von dem in der Zweiliter-Version mehr als 200 Stück gebaut wurden, sichergestellt.
Der Motor hatte Luftkühlung (Gebläse) und Trockensumpfschmierung. Er war im 904 als Mittelmotor unmittelbar hinter dem Fahrer und – anders als im Carrera 2 – vor dem Getriebe eingebaut. Kurbelgehäuse, Zylinderköpfe und Zylinder waren aus Leichtmetall. Die Zylinderinnenseiten hatten Ferral-Laufflächen, die günstig für die Ölhaftung und Schmierwirkung waren. Die Ventile wurden über je zwei obenliegende Nockenwellen mit Königswellenantrieb gesteuert. Für die Gemischaufbereitung setzten die Motoringenieure zwei Fallstrom-Vergaser von Weber oder auch Solex ein. Der Motor hatte Doppelzündung mit zwei Zündverteilern und zwei Zündkerzen je Zylinder. Die 12-Volt-Zündanlage wurde von einer 450-Watt-Lichtmaschine gespeist.

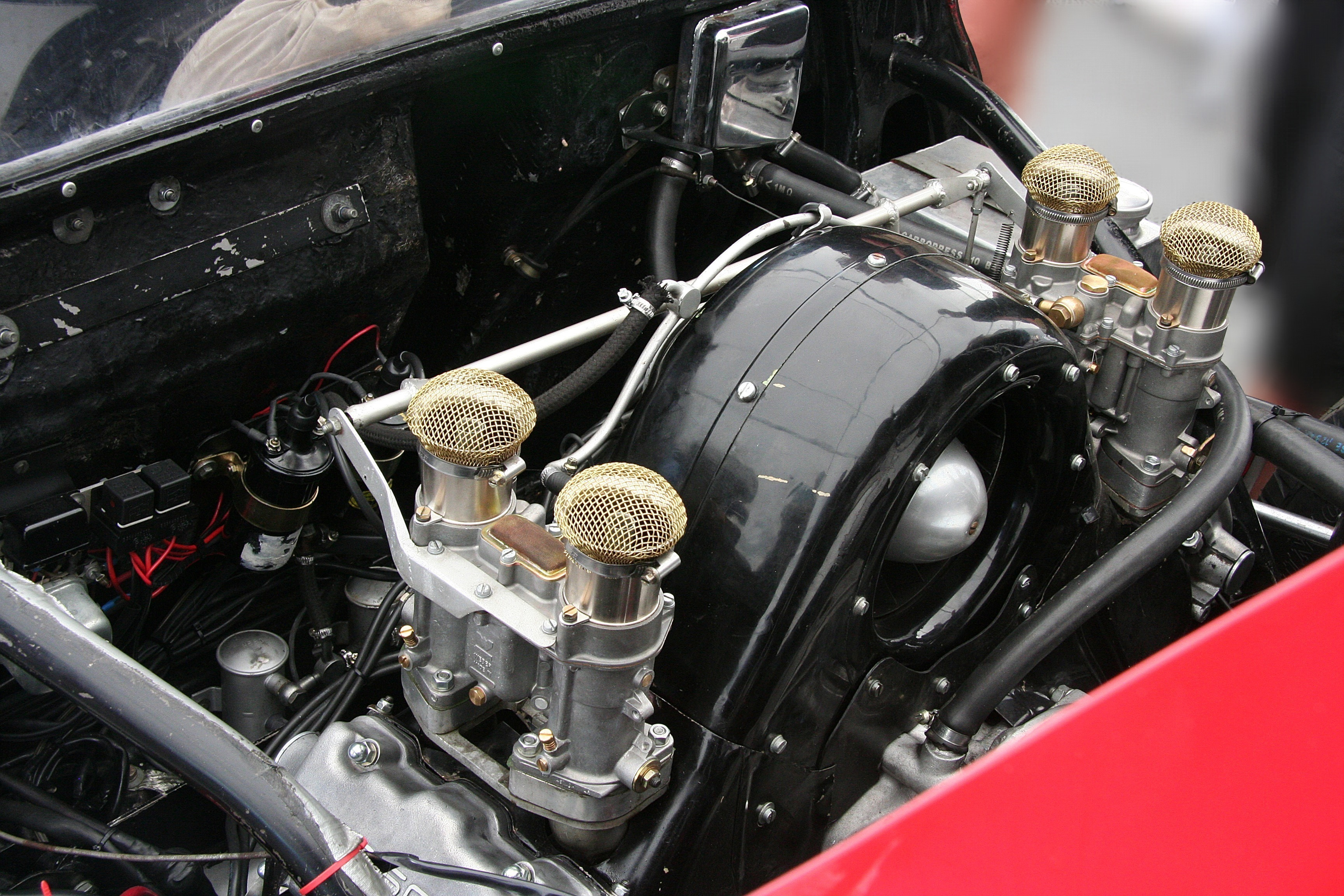
Fuhrmann-Motor mit veränderten Vergasern im Porsche 904

In der Serienversion leistete der 2-Liter-Motor mit einer Verdichtung von 9,8 : 1 bei einer Drehzahl von 6900/min maximal 114 kW (155 PS). Für den Renneinsatz wurde die Leistung auf 132 kW (180 PS) bei 7200/min gesteigert, die auf maximal bis zu 136 kW (185 PS) angehoben werden konnte.
Mit dem neu entwickelten Fünfgang-Schaltgetriebe vom Typ 904 und dem ZF-Sperrdifferenzial erreichte der Serienwagen eine Höchstgeschwindigkeit von 252 km/h und beschleunigte von null auf 100 km/h in 5,5 Sekunden.
Der nur als Werkswagen startende 904/8 hatte den 2,2-Liter-Achtzylinder-Boxermotor vom Typ 771, der erstmals im Porsche 718 RS 61 in der Targa Florio 1962 eingesetzt worden war. Zwei obenliegende Nockenwellen je Zylinderreihe, die über Königswellen angetrieben wurden, steuerten die Ventile. Der Motor hatte eine Verdichtung von 10,2 : 1 und leistete maximal 198 kW (270 PS) bei 8600/min.
Beim 1965 erstmals eingesetzten 904/6-Werkswagen war der luftgekühlte 2-Liter-Sechszylinder-Boxermotor vom Typ 901/20 eingebaut. Der vom 911 entnommene Motor wurde für den Renneinsatz stark modifiziert und war rund 54 kg leichter als das Serienaggregat. Das Kurbelgehäuse war aus leichtem Elektron, die Zylinder und Zylinderköpfe aus Leichtmetall. Eine obenliegende Nockenwelle je Zylinderreihe, die über Kette angetrieben wurde, steuerte die Ventile. Die Gemischaufbereitung wurde über einen Weber-Dreifach-Fallstrom-Vergaser je Zylinderreihe geregelt. Bei einer Verdichtung von 10,3 : 1 leistete der Motor 155 kW (210 PS) bei 8000/min.

### 904 Bergspyder (1965)

#### Karosserie

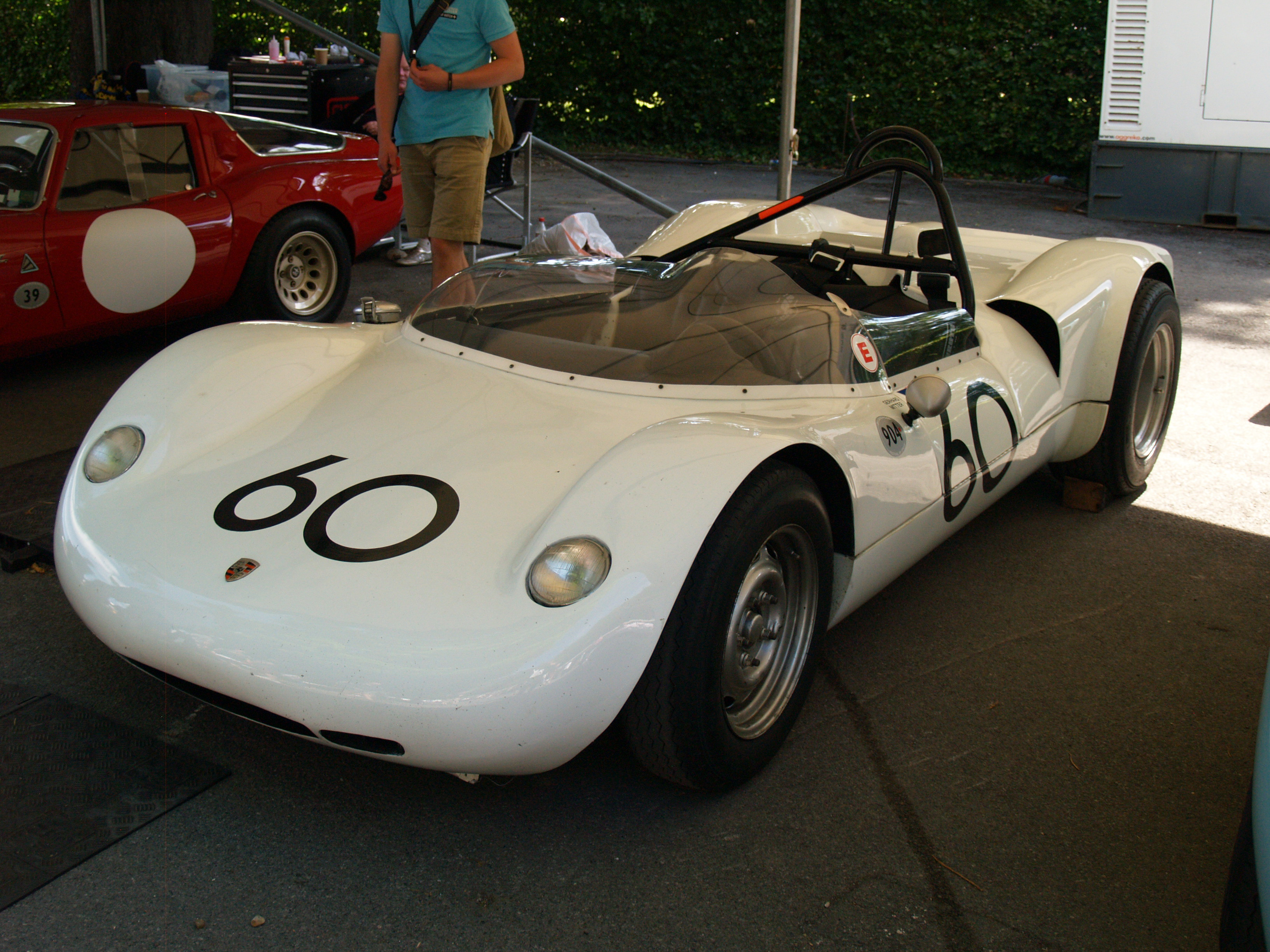
Porsche 904 Bergspyder (1965, Fahrgestellnummer: 906-004)

Für die Europa-Bergmeisterschaft 1965 entwickelte Porsche einen Nachfolger des noch 1964 gefahrenen Porsche 718 RS 61 Spyder. Der 904 Bergspyder basierte auf dem 904/8 Coupé und erhielt bereits Fahrgestell-Nummern, die mit 906 anfingen. Daher wird der Wagen teilweise mit 906/8 Bergspyder betitelt, obwohl der Rennwagen stets als 904 Bergspyder an den Start ging und auch technisch auf dem 904 Coupé beruhte.
Vom Coupé übernahmen die Entwickler den Stahl-Kastenrahmen und setzten darauf eine leichte offene Kunststoff-Karosserie. Der Bergspyder war keine Schönheit und ließ optisch keine Verwandtschaft zum aerodynamischen Coupé erkennen. Der Wagen war speziell an der Front kürzer und wegen des fehlenden Dachs und der kürzeren Windschutzscheibe flacher als der Serien-904.
Jedoch war der Wagen durch diesen Umbau mit 570 kg rund 120 kg leichter als das Coupé.
Während der EM-Saison 1965 wurde die Karosserie mehrmals verändert. So wurde die Frontscheibe beim Modell mit der Nummer 906 004 weiter gekürzt und abgeflacht. Später erhielt der Bergspyder nochmals eine leichtere und an der Front abgerundete und aerodynamisch verbesserte Karosserie.
Von dem Fahrzeug wurden insgesamt fünf Exemplare produziert, von denen drei durch Unfälle im Einsatz ausschieden. In der Bergmeisterschaft konnte er von Gerhard Mitter pilotiert nur einen Gesamtsieg beim Bergrennen Rossfeld erringen. Der 904 Bergspyder wurde noch Ende 1965 beim Bergrennen Ollon-Villars durch den Porsche 906 Bergspyder ersetzt.

#### Fahrwerk
Das Fahrwerk und die Bereifung wurden ohne Veränderungen vom Coupé übernommen. Aufgrund des geringen Gewichts und des daran nicht angepassten Fahrwerks war der 904 Bergspyder sehr schwer zu fahren. Wegen seiner unruhigen Straßenlage und der Neigung zum Hüpfen wurde er intern „Känguru“ genannt.

#### Motor und Getriebe
Im Bergspyder wurde der luftgekühlte 2-Liter-Achtzylinder-Boxermotor von Typ 771 eingebaut. Dieser Motor hatte seinen ersten Einsatz bereits 1962 im Porsche 718 RS 61 und hatte bereits eine Bosch-Einspritzanlage zur Gemischaufbereitung. Die Ventile wurden von je zwei obenliegenden Nockenwellen mit Königswellenantrieb betätigt. Der Motor leistete bei 8800/min maximal 191 kW (260 PS) und hatte eine Verdichtung von 10,5 : 1. Mit dem vom 904 Coupé entnommenen Fünfgang-Schaltgetriebe erreichte der Wagen eine Höchstgeschwindigkeit von rund 260 km/h.

## Rennhistorie

### 1964 – Siege in der Sportwagen-Weltmeisterschaft

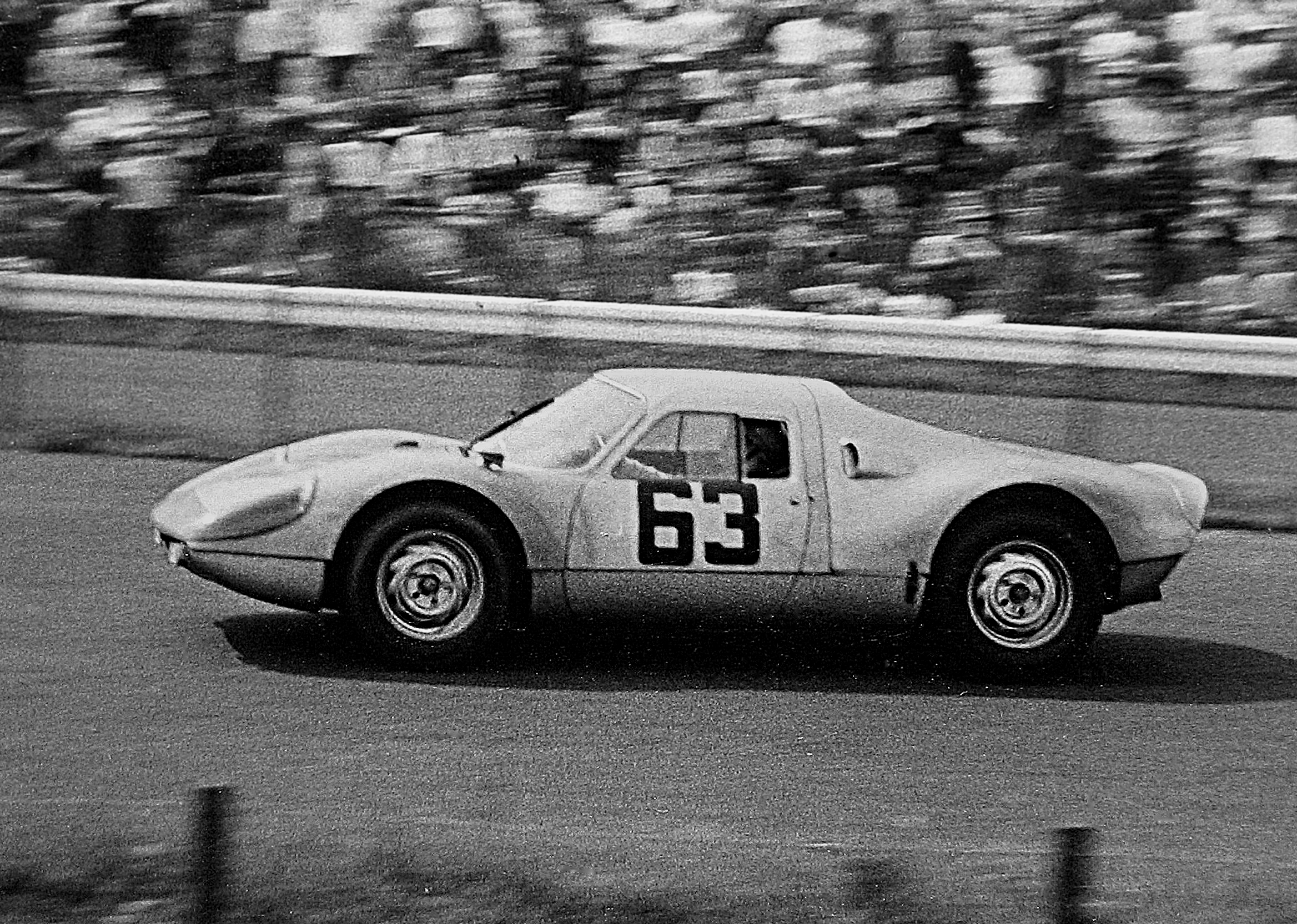
Porsche 904 beim 1000-km-Rennen mit Andrea Vianini und Nasif Estéfano am Nürburgring 1964

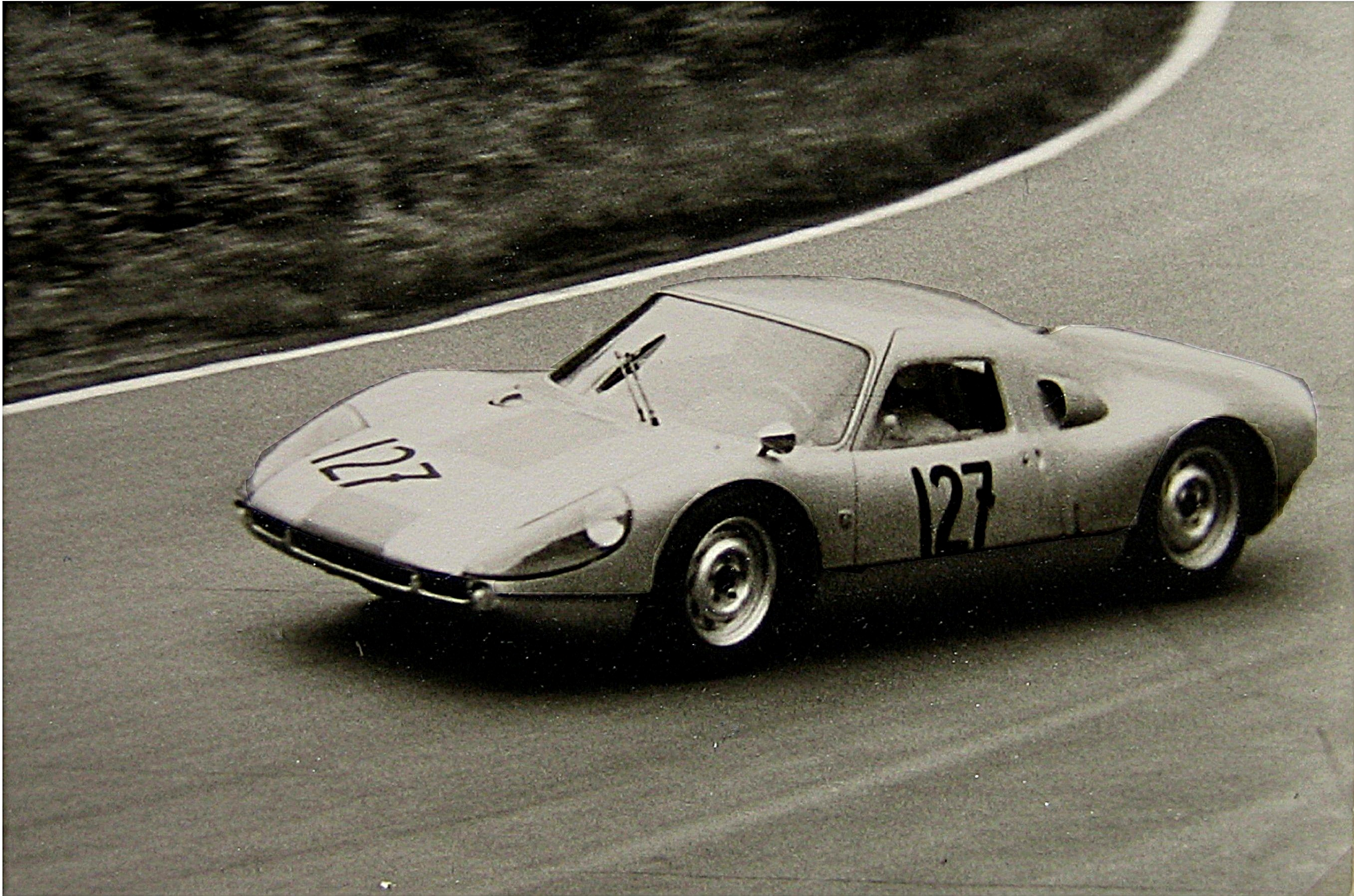
Porsche 904/8 beim Training zum 1000-km-Rennen auf dem Nürburgring. Der Wagen konnte wegen eines Unfalls im Training nicht am Rennen teilnehmen.

Seinen ersten Einsatz hatte der Porsche 904 beim 12-Stunden-Rennen von Sebring im März 1964. In dem Rennen fuhren die Privatfahrer Lake Underwood und Briggs Cunningham den noch wegen fehlender Homologation als Prototyp startenden Wagen auf den neunten Rang und zum P3.0-Klassensieg.
Bereits bei der Targa Florio konnte das Werksteam mit dem Carrera GTS den ersten Gesamtsieg feiern. Antonio Pucci und Colin Davis pilotierten den Wagen vor ihren Teamkollegen Gianni Balzarini und Herbert Linge, die Zweite wurden, auf den ersten Platz. Für Porsche war es nach dem Vorjahreserfolg mit dem 718 GTR der zweite Gesamtsieg bei diesem Langstreckenrennen. Der mit einem Achtzylinder-Boxermotor ausgestattete 904/8 erreichte mit Edgar Barth und Umberto Maglioli den achten Rang und den P2.0-Klassensieg.
In den meisten Rennen war der 904 den hubraum- und leistungsstärkeren Ferrari-Rennwagen wie dem 250 GTO, 275P und 330P unterlegen und ein Gesamtsieg nicht erreichbar. In der 2-Liter-Grand-Tourisme-Klasse wurde der 904 neben dem Werksteam vorzugsweise von Privatfahrern erfolgreich eingesetzt.
Beim 500-km-Rennen von Spa-Francorchamps erreichte Edgar Barth den fünften Platz und den GT2.0-Klassensieg. Beim 1000-km-Rennen auf dem Nürburgring belegten Gerhard Koch und Ben Pon vom Racing Team Holland den dritten Gesamtplatz und siegten in der GT2.0-Klasse. Die Werkspiloten Joakim Bonnier und Richie Ginther fuhren mit einem 904/8 auf den fünften Platz und gewannen die 2-Liter-Prototypenklasse.
Die beiden vom Werksteam beim 24-Stunden-Rennen von Le Mans eingesetzten 904/8-Rennwagen mit dem Achtzylindermotor waren auf der Hunaudières-Geraden mit rund 280 km/h sehr schnell, konnten jedoch wegen Kupplungsschaden das Rennen nicht beenden. Dagegen siegte ein Carrera GTS mit Robert Buchet und Guy Ligier in der GT2.0-Klasse und wurde Siebter im Gesamtklassement.
In Reims beim 12-Stunden-Rennen fuhr der von den Argentiniern Andrea Vianini und Nasif Estéfano pilotierte 904 vor dem Werks-904 mit Gerhard Koch und Gerhard Mitter auf den fünften Gesamtplatz und zum Klassensieg.
Weitere Gesamtsiege mit dem 904 erreichten Privatteams beim 3-Stunden-Rennen von Monza und dem 500-km-Rennen von Bridgehampton für 2-Liter-Wagen. In Monza siegte Rob Slotemaker für das Racing Team Holland und in Bridgehampton gewannen Joe Buzzetta und Bill Wuesthoff vom Team von Ed Weschler.
Einen weiteren 2-Liter-Prototypen-Klassensieg erreichten Edgar Barth und Colin Davis mit einem 904/8 beim 1000-km-Rennen von Paris.
Der eigentlich für die Rundstrecke entwickelte Porsche 904 war auch in Bergrennen, von denen einige Läufe in der Sportwagen-Weltmeisterschaft gewertet wurden, und bei Rallyes sehr erfolgreich. In der Tour de France für Automobile beendeten Robert Buchet und Herbert Linge mit dem GTS das Rennen von Lille nach Nizza als Dritte und Klassensieger. Die beiden Werkspiloten Günter Klass und Rolf Wütherich fuhren mit ihren 904 dahinter auf den vierten Rang.
In der Alpen-Rallye fuhren Jacques Rey und Jean-Pierre Hanrioud mit einem Carrera GTS auf den dritten Platz in der Gesamtwertung.
In der Europa-Bergmeisterschaft gewann der Schweizer Heini Walter mit dem 904 den Bergpokal der GT-Klasse. Europa-Bergmeister wurde Edgar Barth mit einem Porsche 718 RS61.
In der Deutschen Automobil-Rundstrecken-Meisterschaft (DARM) starteten 1964 mehrere Privatteams mit dem 904 und errangen dort in der Wertung für GT-Fahrzeuge über 1,6 Liter Hubraum in den Läufen in Trier, am Nürburgring und in Neubiberg Gesamtsiege und in weiteren Rennen zweite und dritte Plätze.

### 1965 – Dominanz in der Deutschen Automobil-Rundstrecken-Meisterschaft

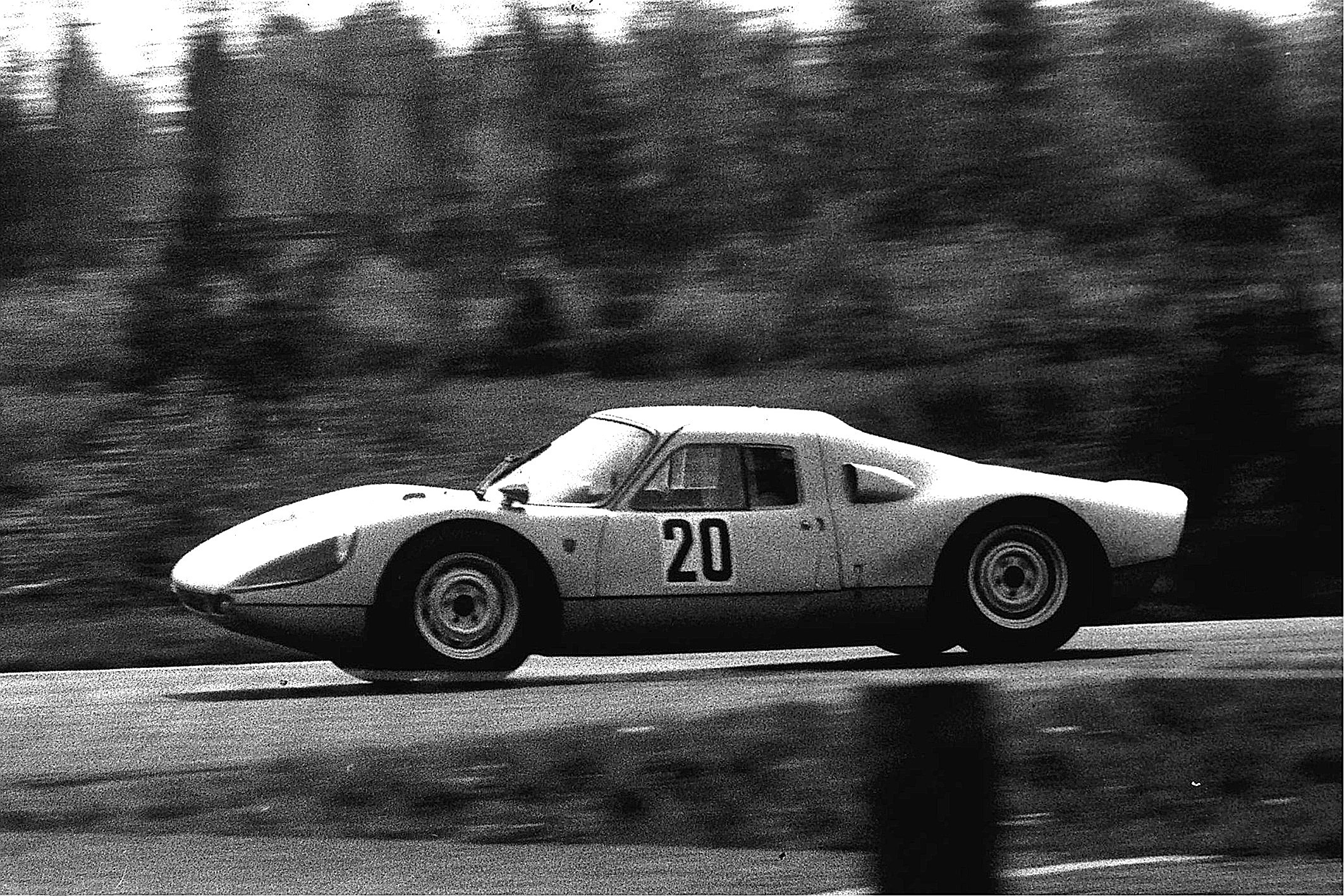
Porsche 904/8 beim 1000-km-Rennen von Jo Bonnier und Jochen Rindt am Nürburgring 1965

In der Sportwagen-Weltmeisterschaft 1965 konzentrierte sich Porsche verstärkt auf Einsätze mit den Prototypen 904/6 und 904/8 und überließ die 2-Liter-GT-Klasse den Privatteams mit ihren Carrera GTS.
Beim 2000-km-Rennen von Daytona, dem Vorläufer des dort später veranstalteten 24-Stunden-Rennens, traten nur Privatteams mit einem 904 an. Dort fuhr das Team Charlie Kolb hinter zwei Ford GT40 und Shelby Cobra Daytona auf den fünften Rang und zum GT2.0-Klassensieg.
Beim 12-Stunden-Rennen von Sebring ging Porsche mit einem 904/8 und zwei Serien-904 an den Start. Das Rennen beendeten Lake Underwood und Günter Klass mit einem Serien-904 als GT2.0-Klassensieger auf dem fünften Platz. Dahinter platzierte sich der zweite Werksserienwagen von Joe Buzzetta und Ben Pon. Der von Gerhard Mitter und Herbert Linge pilotierte 904/8 wurde Neunter in der Gesamtwertung und P2.0-Klassensieger.
In Monza verzichtete das Werksteam auf einen Start beim Langstreckenrennen. Der 904 war nur durch Privatteams vertreten. Ben Pon und Rob Slotemaker gewannen die 2-Liter-GT-Klassenwertung auf dem vierten Rang. In der folgenden Targa Florio setzte Porsche neben einem Serien-904 drei unterschiedliche 904-Prototypen ein, um deren Standfestigkeit bei einem Langstreckenrennen vergleichen zu können. Der für die Europa-Bergmeisterschaft aufgebaute 904 Bergspyder mit Colin Davis und Gerhard Mitter fuhr hinter einem Ferrari 275P2 auf den zweiten Platz in der Gesamtwertung. Unmittelbar dahinter folgten der 904/6, der 904/8 und der 904 auf den Plätzen drei bis fünf. Die gewonnenen Erfahrungen veranlassten Porsche, bei Langstreckenrennen und dem zukünftigen 906 den zuverlässigeren Sechszylindermotor statt des Achtzylindermotors zu verwenden.
Beim nächsten Langstreckenrennen am Nürburgring setzte Porsche drei 904/6 und einen 904/8 ein. Der von Joakim Bonnier und Jochen Rindt gefahrene 904/8 erreichte hinter zwei Ferraris den dritten Platz und den Sieg in der P2.0-Klasse. Die anderen Werkswagen beendeten das Rennen auf den Plätzen fünf, sechs und neun vor den privat eingesetzten 904.
Beim 24-Stunden-Rennen von Le Mans trat Porsche mit einem 904/8, zwei 904/6 und einem 904 neben drei Privatteams an. Das Rennen beendeten nur zwei Werkswagen. Auf den vierten Platz fuhren Herbert Linge und Peter Nöcker mit einem 904/6-Prototyp. Dahinter platzierten sich Gerhard Koch und Anton Fischhaber mit dem 904 auf dem fünften Rang in der Gesamtwertung.
Im letzten Rennen der WM-Saison 1965, beim 500-km-Rennen von Bridgehampton für 2-Liter-Wagen, siegte der von Herb Wetanson pilotierte Porsche 904. Dies war zugleich der letzte Gesamtsieg, den ein 904 in dieser Rennserie erreichte.
In der Europa-Bergmeisterschaft trat Porsche mit dem speziell für diese Rennserie entwickelten 904 Bergspyder an. Der hauptsächlich von Gerhard Mitter pilotierte Rennwagen konnte sich jedoch gegen den stärkeren Ferrari Dino 206P nicht behaupten. Der Italiener Ludovico Scarfiotti gewann 1965 in der Sportwagen-Klasse und die Bergmeisterschaft vor Mitter.
Den Bergpokal der GT-Klasse hingegen sicherte sich Herbert Müller auf einem Carrera GTS.
Wie im Vorjahr starteten Privatfahrer mit einem 904 in der 2-Liter-GT-Klasse der DARM. Porsche fuhr ebenfalls in einigen Läufen mit 904-Prototypen, um technische Verbesserungen zu testen. Die 904 setzten sich regelmäßig gegen die Konkurrenten von Abarth, Lotus und Elva durch und fuhren Siege ein. So siegten die 904-Serienwagen und 904-Prototypen in acht von elf Rennen. Einer der erfolgreichsten 904-Piloten war Udo Schütz, der drei Läufe gewann und in weiteren drei Läufen auf einen zweiten oder dritten Podestplatz fuhr.
Bei der Rallye Monte Carlo 1965 gelang Eugen Böhringer und Rolf Wüthrich mit dem Carrera GTS ein Achtungserfolg. In dem durch einen orkanartigen Schneesturm erschwerten Rennen, bei dem von 237 gestarteten Fahrzeugen nur 22 das Ziel erreichten, fuhren die beiden Porsche-Werksfahrer ihren Wagen auf den zweiten Platz. Sieger wurden Timo Mäkinen und Paul Ester mit einem Mini Cooper S.

### 1966 – Die letzten Einsätze durch das Werksteam

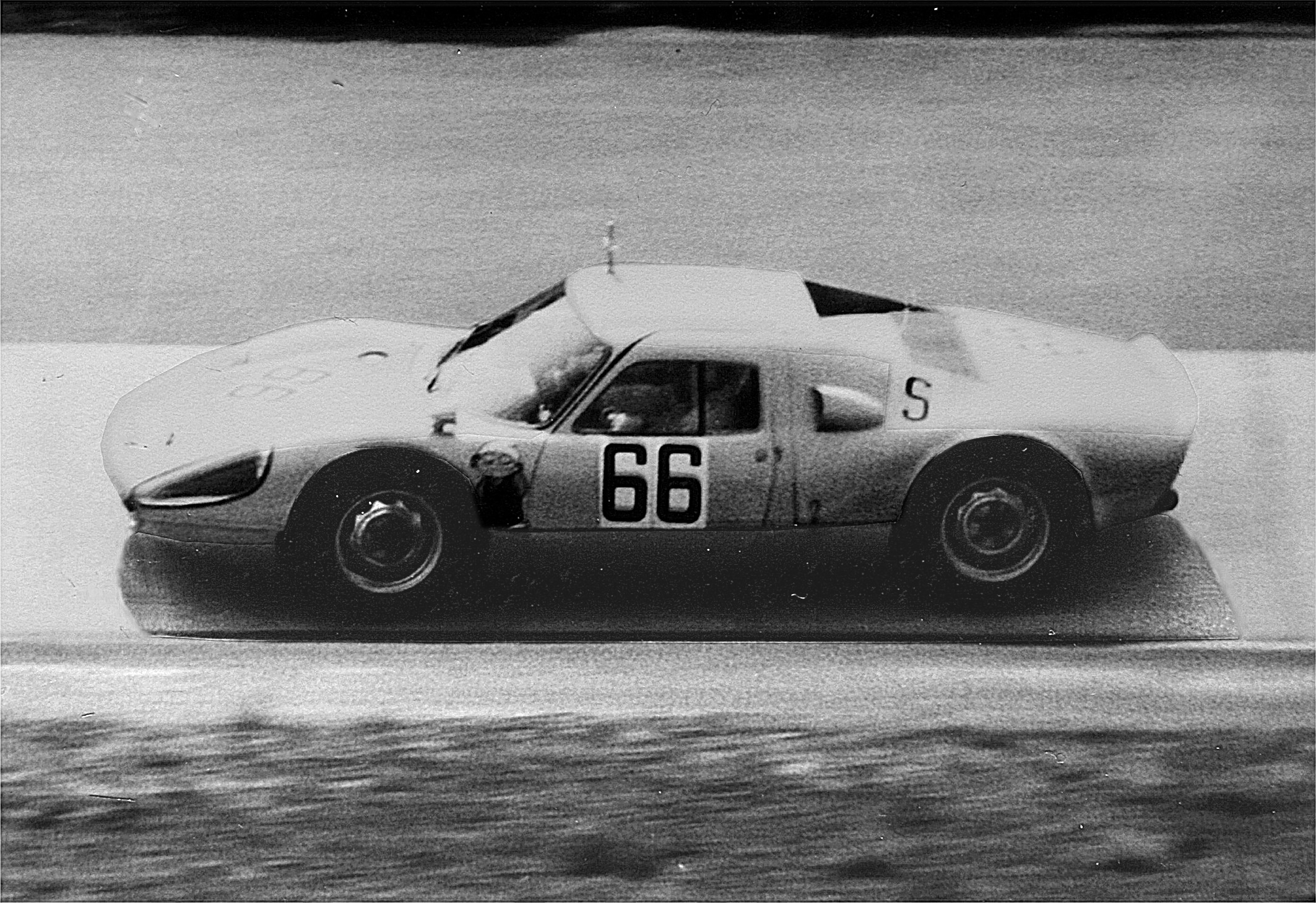
Porsche 904 als ZDF-Kamerawagen beim 1000-km-Rennen, gefahren von Paul Frère und Rainer Günzler am Nürburgring 1966

In der Markenweltmeisterschaftssaison 1966 setzte Porsche hauptsächlich den 906 ein. Lediglich beim 24-Stunden-Rennen von Daytona und beim 12-Stunden-Rennen von Sebring gingen noch 904 des Werksteams neben dem 906 an den Start.
In Daytona fuhr der Werks-904 mit Gerhard Mitter und Joe Buzzetta hinter dem 906 auf den siebten Rang in der Gesamtwertung und zum S2.0-Klassensieg. Der zweite 904 mit den Werkspiloten Günter Klass und Udo Schütz beendete das Rennen auf dem achten Platz. In Sebring wurde der 904 letztmals von Porsche eingesetzt und von George Follmer und Peter Gregg zum Sieg in der 2-Liter-Sportwagenklasse und auf den siebten Rang gefahren.
Danach wurde der 904 in keinem Langstreckenrennen mehr eingesetzt.
In der Europa-Bergmeisterschaft fuhren Michel Weber und Rolf Stommelen den Carrera GTS in mehreren Läufen und Rudi Lins beim Bergrennen Sierra Montana. In den Rennen konnten sich die Piloten regelmäßig auf den Rängen vier bis sechs platzieren.
In der DARM starteten überwiegend Peter Ernst und Rolf Stommelen mit dem 904 noch in einigen Rennen. Das beste Saison-Ergebnis erzielte Stommelen mit dem zweiten Platz beim GT-Lauf in Hockenheim. Nach der Saison 1966 wurde der 904 nicht mehr in der DARM eingesetzt.

### 1967 – Die letzten Einsätze in der Europa-Bergmeisterschaft
1967 wurde der 904 nur noch in der Bergmeisterschaft in den beiden Bergrennen Mont Ventoux und Ollon-Villars eingesetzt. In Mont Ventoux erreichten zwei 904-Piloten die Plätze 12 und 22. Beim Bergrennen Ollon-Villars, das auch in der Sportwagen-Weltmeisterschaft gewertet wurde, fuhren Gildo de Guidi auf den 15. Rang und Hans Schertenleib auf den 29. Rang in der Gesamtwertung.

### Die Ergebnisse 1964 bis 1967
1964
| Sportwagen-Weltmeisterschaft 1964                  | Sportwagen-Weltmeisterschaft 1964 | Sportwagen-Weltmeisterschaft 1964 | Sportwagen-Weltmeisterschaft 1964    | Sportwagen-Weltmeisterschaft 1964 | Sportwagen-Weltmeisterschaft 1964 |
| Rennen                                             | Rennen                            | Rennen                            | Rennen                               | Rennen                            | Rennen                            |
| Pos.                                               | Nr.                               | Team                              | Fahrer                               | Chassistyp                        | Motortyp                          |
| -------------------------------------------------- | --------------------------------- | --------------------------------- | ------------------------------------ | --------------------------------- | --------------------------------- |
| 12-Stunden-Rennen von Sebring                      |                                   |                                   |                                      |                                   |                                   |
| 9                                                  | 37                                | Briggs Cunningham                 | Lake Underwood Briggs Cunningham     | 904 GTS                           | 2,0 l                             |
| 31                                                 | 39                                | John E. Ryan                      | Jack Ryan Bill Bencker               | 904 GTS                           | 2,0 l                             |
| 37                                                 | 36                                | Precision Motor Cars              | Richie Ginther Ronnie Bucknum        | 904 GTS                           | 2,0 l                             |
| Targa Florio                                       |                                   |                                   |                                      |                                   |                                   |
| 1                                                  | 86                                | Porsche System Engineering        | Antonio Pucci Colin Davis            | 904 GTS                           | 2,0 l                             |
| 2                                                  | 84                                | Porsche System Engineering        | Gianni Balzarini Herbert Linge       | 904 GTS                           | 2,0 l                             |
| 6                                                  | 186                               | Porsche System Engineering        | Edgar Barth Umberto Maglioli         | 904/8                             | 2,0 l                             |
| 14                                                 | 90                                | Jacques Rey                       | Jacques Rey Jean-Pierre Hanrioud     | 904 GTS                           | 2,0 l                             |
| 500-km-Rennen von Spa-Francorchamps                |                                   |                                   |                                      |                                   |                                   |
| 5                                                  | 41                                | Porsche System Engineering        | Edgar Barth                          | 904 GTS                           | 2,0 l                             |
| 7                                                  | 45                                | Gerhard Koch                      | Gerhard Koch                         | 904 GTS                           | 2,0 l                             |
| 8                                                  | 47                                | Racing Team Holland               | Ben Pon                              | 904 GTS                           | 2,0 l                             |
| 14                                                 | 42                                | Scuderia Filipinetti              | Herbert Müller                       | 904 GTS                           | 2,0 l                             |
| 17                                                 | 50                                | Guy Ligier                        | Guy Ligier                           | 904 GTS                           | 2,0 l                             |
| 18                                                 | 40                                | Heini Walter                      | Heini Walter                         | 904 GTS                           | 2,0 l                             |
| Bergrennen Consuma                                 |                                   |                                   |                                      |                                   |                                   |
| 3                                                  | 323                               | Paolo Colombo                     | Paolo Colombo                        | 904 GTS                           | 2,0 l                             |
| 1000-km-Rennen auf dem Nürburgring                 |                                   |                                   |                                      |                                   |                                   |
| 3                                                  | 45                                | Racing Team Holland               | Gerhard Koch Ben Pon                 | 904 GTS                           | 2,0 l                             |
| 5                                                  | 126                               | Porsche System Engineering        | Jo Bonnier Richie Ginther            | 904/8                             | 2,0 l                             |
| 6                                                  | 55                                | Scuderia Filipinetti              | Herbert Müller André Knörr           | 904 GTS                           | 2,0 l                             |
| 8                                                  | 65                                | Heinz Schiller                    | Jo Siffert Heinz Schiller            | 904 GTS                           | 2,0 l                             |
| 9                                                  | 50                                | S. M. A. R. T.                    | David Hobbs Lloyd Casner             | 904 GTS                           | 2,0 l                             |
| 10                                                 | 63                                | Andrea Vianini                    | Andrea Vianini Nasif Estéfano        | 904 GTS                           | 2,0 l                             |
| 11                                                 | 66                                | Heini Walter                      | Heini Walter Rudolf Jenzer           | 904 GTS                           | 2,0 l                             |
| 12                                                 | 46                                | Porsche System Engineering        | Herbert Linge Gerhard Mitter         | 904 GTS                           | 2,0 l                             |
| 17                                                 | 43                                | Günther Selbach                   | Günther Selbach Herbert Schultze     | 904 GTS                           | 2,0 l                             |
| 30                                                 | 67                                | Bernhard Rayers                   | Bernhard Rayers Antonio Pucci        | 904 GTS                           | 2,0 l                             |
| Bergrennen Rossfeld                                |                                   |                                   |                                      |                                   |                                   |
| 2                                                  | 2                                 | Scuderia Filipinetti              | Herbert Müller                       | 904/8                             | 2,0 l                             |
| 6                                                  | 55                                | Michel Weber                      | Michel Weber                         | 904 GTS                           | 2,0 l                             |
| 8                                                  | 56                                | Heini Walter                      | Heini Walter                         | 904 GTS                           | 2,0 l                             |
| 9                                                  | 59                                | Paolo Colombo                     | Paolo Colombo                        | 904 GTS                           | 2,0 l                             |
| 11                                                 | 61                                | Werner Brockhaus                  | Werner Brockhaus                     | 904 GTS                           | 2,0 l                             |
| 12                                                 | 62                                | Udo Schütz                        | Udo Schütz                           | 904 GTS                           | 2,0 l                             |
| 14                                                 | 64                                | Hans-Peter Bigler                 | Hans-Peter Bigler                    | 904 GTS                           | 2,0 l                             |
| 15                                                 | 63                                | Richard Stoop                     | Richard Stoop                        | 904 GTS                           | 2,0 l                             |
| 16                                                 | 58                                | André Knörr                       | André Knörr                          | 904 GTS                           | 2,0 l                             |
| 24-Stunden-Rennen von Le Mans                      |                                   |                                   |                                      |                                   |                                   |
| 7                                                  | 34                                | Auguste Veuillet                  | Robert Buchet Guy Ligier             | 904 GTS                           | 2,0 l                             |
| 8                                                  | 33                                | Racing Team Holland               | Ben Pon Henk van Zalinge             | 904 GTS                           | 2,0 l                             |
| 10                                                 | 31                                | Porsche System Engineering        | Gerhard Koch Heinz Schiller          | 904 GTS                           | 2,0 l                             |
| 11                                                 | 35                                | Scuderia Filipinetti              | Herbert Müller Claude Sage           | 904 GTS                           | 2,0 l                             |
| 12                                                 | 32                                | „Franc“                           | Jacques Dewez („Franc“) Jean Kerguen | 904 GTS                           | 2,0 l                             |
| 12-Stunden-Rennen von Reims                        |                                   |                                   |                                      |                                   |                                   |
| 5                                                  | 44                                | Andrea Vianini                    | Andrea Vianini Nasif Estéfano        | 904 GTS                           | 2,0 l                             |
| 6                                                  | 42                                | Porsche System Engineering        | Gerhard Koch Gerhard Mitter          | 904 GTS                           | 2,0 l                             |
| 7                                                  | 39                                | Racing Team Holland               | Ben Pon Rob Slotemaker               | 904 GTS                           | 2,0 l                             |
| 10                                                 | 36                                | Auguste Veuillet                  | Robert Buchet Guy Ligier             | 904 GTS                           | 2,0 l                             |
| 12                                                 | 38                                | Scuderia Filipinetti              | Herbert Müller André Knörr           | 904 GTS                           | 2,0 l                             |
| 13                                                 | 37                                | Equipe National Belge             | Annie Soisbault Claude Dubois        | 904 GTS                           | 2,0 l                             |
| 15                                                 | 40                                | Racing Team Holland               | Henk van Zalinge David van Lennep    | 904 GTS                           | 2,0 l                             |
| 16                                                 | 43                                | „Franc“                           | Jacques Dewez („Franc“) Jean Kerguen | 904 GTS                           | 2,0 l                             |
| Bergrennen Schauinsland                            |                                   |                                   |                                      |                                   |                                   |
| 3                                                  | 97                                | Scuderia Filipinetti              | Herbert Müller                       | 904/8                             | 2,0 l                             |
| 6                                                  | 48                                | Heini Walter                      | Heini Walter                         | 904 GTS                           | 2,0 l                             |
| 8                                                  | 51                                | Scuderia Filipinetti              | André Knörr                          | 904 GTS                           | 2,0 l                             |
| 10                                                 | 55                                | Werner Brockhaus                  | Werner Brockhaus                     | 904 GTS                           | 2,0 l                             |
| 14                                                 | 56                                | Scuderia Filipinetti              | Udo Schütz                           | 904 GTS                           | 2,0 l                             |
| Bergrennen Sierra Montana                          |                                   |                                   |                                      |                                   |                                   |
| 2                                                  | 63                                | Scuderia Filipinetti              | Herbert Müller                       | 904/8                             | 2,0 l                             |
| 7                                                  | 146                               | Scuderia Filipinetti              | André Knörr                          | 904 GTS                           | 2,0 l                             |
| 12                                                 | 147                               | Heini Walter                      | Heini Walter                         | 904 GTS                           | 2,0 l                             |
| 16                                                 | 148                               | Biennoise                         | Hans-Peter Bigler                    | 904 GTS                           | 2,0 l                             |
| 34                                                 | 149                               | Antonin Chalut                    | Antonin Chalut                       | 904 GTS                           | 2,0 l                             |
| 3-Stunden-Rennen von Monza                         |                                   |                                   |                                      |                                   |                                   |
| 1                                                  | 23                                | Racing Team Holland               | Rob Slotemaker                       | 904 GTS                           | 2,0 l                             |
| 2                                                  | 24                                | Racing Team Holland               | Ben Pon                              | 904 GTS                           | 2,0 l                             |
| 3                                                  | 25                                | Heinz Schiller                    | Heinz Schiller                       | 904 GTS                           | 2,0 l                             |
| 4                                                  | 20                                | Paolo Colombo                     | Paolo Colombo                        | 904 GTS                           | 2,0 l                             |
| 5                                                  | 21                                | Hansueli Eugster                  | Hansueli Eugster                     | 904 GTS                           | 2,0 l                             |
| Tour de France für Automobile                      |                                   |                                   |                                      |                                   |                                   |
| 3                                                  | 160                               | Claude Storez                     | Robert Buchet Herbert Linge          | 904 GTS                           | 2,0 l                             |
| 4                                                  | 159                               | Porsche System Engineering        | Günter Klass Rolf Wütherich          | 904 GTS                           | 2,0 l                             |
| 5                                                  | 158                               | Porsche France                    | Christian Poirot Claude Marbaque     | 904 GTS                           | 2,0 l                             |
| 6                                                  | 157                               | Mille Miglia                      | Edmond Meert Wim de Jonghe           | 904 GTS                           | 2,0 l                             |
| 500-km-Rennen von Bridgehampton – 2.0 Liter-Klasse |                                   |                                   |                                      |                                   |                                   |
| 1                                                  | 30                                | Ed Weschler                       | Joe Buzzetta Bill Wuesthoff          | 904 GTS                           | 2,0 l                             |
| 2                                                  | 37                                | Steve Berg                        | Skip Scott                           | 904 GTS                           | 2,0 l                             |
| 1000-km-Rennen von Paris                           |                                   |                                   |                                      |                                   |                                   |
| 3                                                  | 30                                | Porsche System Engineering        | Edgar Barth Colin Davis              | 904/8                             | 2,0 l                             |
| 6                                                  | 34                                | Racing Team Holland               | Rob Slotemaker David van Lennep      | 904 GTS                           | 2,0 l                             |
| 8                                                  | 33                                | Racing Team Holland               | Ben Pon Gerhard Koch                 | 904 GTS                           | 2,0 l                             |
| 9                                                  | 35                                | „Franc“                           | Jacques Dewez („Franc“) Jean Kerguen | 904 GTS                           | 2,0 l                             |

| Europa-Bergmeisterschaft 1964 | Europa-Bergmeisterschaft 1964 | Europa-Bergmeisterschaft 1964 | Europa-Bergmeisterschaft 1964 | Europa-Bergmeisterschaft 1964 | Europa-Bergmeisterschaft 1964 |
| Rennen                        | Rennen                        | Rennen                        | Rennen                        | Rennen                        | Rennen                        |
| Pos.                          | Nr.                           | Team                          | Fahrer                        | Chassistyp                    | Motortyp                      |
| ----------------------------- | ----------------------------- | ----------------------------- | ----------------------------- | ----------------------------- | ----------------------------- |
| Bergrennen Rossfeld           |                               |                               |                               |                               |                               |
| 2                             | 2                             | Scuderia Filipinetti          | Herbert Müller                | 904/8                         | 2,0 l                         |
| 6                             | 55                            | Michel Weber                  | Michel Weber                  | 904 GTS                       | 2,0 l                         |
| 8                             | 56                            | Heini Walter                  | Heini Walter                  | 904 GTS                       | 2,0 l                         |
| 9                             | 59                            | Paolo Colombo                 | Paolo Colombo                 | 904 GTS                       | 2,0 l                         |
| 11                            | 61                            | Werner Brockhaus              | Werner Brockhaus              | 904 GTS                       | 2,0 l                         |
| 12                            | 62                            | Udo Schütz                    | Udo Schütz                    | 904 GTS                       | 2,0 l                         |
| 14                            | 64                            | Hans-Peter Bigler             | Hans-Peter Bigler             | 904 GTS                       | 2,0 l                         |
| 15                            | 63                            | Richard Stoop                 | Richard Stoop                 | 904 GTS                       | 2,0 l                         |
| 16                            | 58                            | André Knörr                   | André Knörr                   | 904 GTS                       | 2,0 l                         |
| Bergrennen Mont Ventoux       |                               |                               |                               |                               |                               |
| 8                             |                               | Heini Walter                  | Heini Walter                  | 904 GTS                       | 2,0 l                         |
| 9                             |                               | Scuderia Filipinetti          | André Knörr                   | 904 GTS                       | 2,0 l                         |
| 11                            |                               | Michel Weber                  | Michel Weber                  | 904 GTS                       | 2,0 l                         |
| 13                            |                               | Heinz Schiller                | Heinz Schiller                | 904 GTS                       | 2,0 l                         |
| 17                            |                               | De Saint Auban                | De Saint Auban                | 904 GTS                       | 2,0 l                         |
| Bergrennen Gaisberg           |                               |                               |                               |                               |                               |
| 3                             |                               | Heini Walter                  | Heini Walter                  | 904 GTS                       | 2,0 l                         |
| 4                             |                               | Michel Weber                  | Michel Weber                  | 904 GTS                       | 2,0 l                         |
| 6                             |                               | Scuderia Filipinetti          | André Knörr                   | 904 GTS                       | 2,0 l                         |
| Bergrennen Cesana Sestrieres  |                               |                               |                               |                               |                               |
| 2                             |                               | Scuderia Filipinetti          | Herbert Müller                | 904 GTS                       | 2,0 l                         |
| 5                             |                               | Scuderia Filipinetti          | André Knörr                   | 904 GTS                       | 2,0 l                         |
| Bergrennen Schauinsland       |                               |                               |                               |                               |                               |
| 3                             | 97                            | Scuderia Filipinetti          | Herbert Müller                | 904/8                         | 2,0 l                         |
| 6                             | 48                            | Heini Walter                  | Heini Walter                  | 904 GTS                       | 2,0 l                         |
| 8                             | 51                            | Scuderia Filipinetti          | André Knörr                   | 904 GTS                       | 2,0 l                         |
| 10                            | 55                            | Werner Brockhaus              | Werner Brockhaus              | 904 GTS                       | 2,0 l                         |
| 14                            | 56                            | Scuderia Filipinetti          | Udo Schütz                    | 904 GTS                       | 2,0 l                         |
| Bergrennen Sierra Montana     |                               |                               |                               |                               |                               |
| 2                             | 63                            | Scuderia Filipinetti          | Herbert Müller                | 904/8                         | 2,0 l                         |
| 7                             | 146                           | Scuderia Filipinetti          | André Knörr                   | 904 GTS                       | 2,0 l                         |
| 12                            | 147                           | Heini Walter                  | Heini Walter                  | 904 GTS                       | 2,0 l                         |
| 16                            | 148                           | Biennoise                     | Hans-Peter Bigler             | 904 GTS                       | 2,0 l                         |
| 34                            | 149                           | Antonin Chalut                | Antonin Chalut                | 904 GTS                       | 2,0 l                         |

| Deutsche Automobil-Rundstrecken-Meisterschaft 1964 | Deutsche Automobil-Rundstrecken-Meisterschaft 1964 | Deutsche Automobil-Rundstrecken-Meisterschaft 1964 | Deutsche Automobil-Rundstrecken-Meisterschaft 1964 | Deutsche Automobil-Rundstrecken-Meisterschaft 1964 | Deutsche Automobil-Rundstrecken-Meisterschaft 1964 |
| Rennen                                             | Rennen                                             | Rennen                                             | Rennen                                             | Rennen                                             | Rennen                                             |
| Pos.                                               | Nr.                                                | Team                                               | Fahrer                                             | Chassistyp                                         | Motortyp                                           |
| -------------------------------------------------- | -------------------------------------------------- | -------------------------------------------------- | -------------------------------------------------- | -------------------------------------------------- | -------------------------------------------------- |
| DARM GT Trier                                      |                                                    |                                                    |                                                    |                                                    |                                                    |
| 1                                                  |                                                    | Porsche System Engineering                         | Gerhard Mitter                                     | 904 GTS                                            | 2,0 l                                              |
| 2                                                  |                                                    | Günther Selbach                                    | Günther Selbach                                    | 904 GTS                                            | 2,0 l                                              |
| 3                                                  |                                                    | Porsche System Engineering                         | Udo Schütz                                         | 904 GTS                                            | 2,0 l                                              |
| 6                                                  |                                                    | Rudolf Wilhelm Moser                               | Rudolf Wilhelm Moser                               | 904 GTS                                            | 2,0 l                                              |
| 1000-km-Rennen auf dem Nürburgring                 |                                                    |                                                    |                                                    |                                                    |                                                    |
| 3                                                  | 45                                                 | Racing Team Holland                                | Gerhard Koch Ben Pon                               | 904 GTS                                            | 2,0 l                                              |
| 5                                                  | 126                                                | Porsche System Engineering                         | Jo Bonnier Richie Ginther                          | 904/8                                              | 2,0 l                                              |
| 6                                                  | 55                                                 | Scuderia Filipinetti                               | Herbert Müller André Knörr                         | 904 GTS                                            | 2,0 l                                              |
| 8                                                  | 65                                                 | Heinz Schiller                                     | Jo Siffert Heinz Schiller                          | 904 GTS                                            | 2,0 l                                              |
| 9                                                  | 50                                                 | S. M. A. R. T.                                     | David Hobbs Lloyd Casner                           | 904 GTS                                            | 2,0 l                                              |
| 10                                                 | 63                                                 | Andrea Vianini                                     | Andrea Vianini Nasif Estéfano                      | 904 GTS                                            | 2,0 l                                              |
| 11                                                 | 66                                                 | Heini Walter                                       | Heini Walter Rudolf Jenzer                         | 904 GTS                                            | 2,0 l                                              |
| 12                                                 | 46                                                 | Porsche System Engineering                         | Herbert Linge Gerhard Mitter                       | 904 GTS                                            | 2,0 l                                              |
| 17                                                 | 43                                                 | Günther Selbach                                    | Günther Selbach Herbert Schultze                   | 904 GTS                                            | 2,0 l                                              |
| DARM GT Mainz-Finthen                              |                                                    |                                                    |                                                    |                                                    |                                                    |
| 2                                                  |                                                    | Racing Team Holland                                | Gerhard Koch                                       | 904 GTS                                            | 2,0 l                                              |
| 3                                                  |                                                    | Porsche System Engineering                         | Udo Schütz                                         | 904 GTS                                            | 2,0 l                                              |
| ?                                                  |                                                    | Günther Selbach                                    | Günther Selbach                                    | 904 GTS                                            | 2,0 l                                              |
| ?                                                  | 8                                                  | Racing Team Holland                                | Henk van Zalinge                                   | 904 GTS                                            | 2,0 l                                              |
| DARM GT Avus                                       |                                                    |                                                    |                                                    |                                                    |                                                    |
| ?                                                  |                                                    | Günther Selbach                                    | Günther Selbach                                    | 904 GTS                                            | 2,0 l                                              |
| ?                                                  |                                                    | Gerhard Osterfeld                                  | Gerhard Osterfeld                                  | 904 GTS                                            | 2,0 l                                              |
| ?                                                  |                                                    | Hasse Radefalk                                     | Hasse Radefalk                                     | 904 GTS                                            | 2,0 l                                              |
| DARM GT Norisring                                  |                                                    |                                                    |                                                    |                                                    |                                                    |
| 2                                                  | 75                                                 | Porsche System Engineering                         | Herbert Linge                                      | 904 GTS                                            | 2,0 l                                              |
| 3                                                  | 69                                                 | Günther Selbach                                    | Günther Selbach                                    | 904 GTS                                            | 2,0 l                                              |
| 4                                                  | 68                                                 |                                                    | Udo Schütz                                         | 904 GTS                                            | 2,0 l                                              |
| DARM GT Nürburgring                                |                                                    |                                                    |                                                    |                                                    |                                                    |
| 1                                                  | 3                                                  | Racing Team Holland                                | Gerhard Koch                                       | 904 GTS                                            | 2,0 l                                              |
| 2                                                  | 4                                                  | Racing Team Holland                                | Ben Pon                                            | 904 GTS                                            | 2,0 l                                              |
| 3                                                  | 1                                                  | Racing Team Holland                                | Rob Slotemaker                                     | 904 GTS                                            | 2,0 l                                              |
| 4                                                  | 8                                                  | James Richard Stoop                                | Dickie Stoop                                       | 904 GTS                                            | 2,0 l                                              |
| 5                                                  | 5                                                  | Günther Selbach                                    | Günther Selbach                                    | 904 GTS                                            | 2,0 l                                              |
| 6                                                  |                                                    | „Eldé“                                             | Léon Dernier („Eldé“)                              | 904 GTS                                            | 2,0 l                                              |
| DARM GT Neubiberg                                  |                                                    |                                                    |                                                    |                                                    |                                                    |
| 1                                                  |                                                    | Günther Selbach                                    | Günther Selbach                                    | 904 GTS                                            | 2,0 l                                              |
| 2                                                  | 93                                                 | Racing Team Holland                                | Gerhard Koch                                       | 904 GTS                                            | 2,0 l                                              |
| 3                                                  |                                                    |                                                    | Max Mayr                                           | 904 GTS                                            | 2,0 l                                              |
| DARM GT Wunstorf                                   |                                                    |                                                    |                                                    |                                                    |                                                    |
| 2                                                  | 184                                                | Racing Team Holland                                | Ben Pon                                            | 904 GTS                                            | 2,0 l                                              |
| 3                                                  | 93                                                 | Racing Team Holland                                | Gerhard Koch                                       | 904 GTS                                            | 2,0 l                                              |

1965
| Sportwagen-Weltmeisterschaft 1965                  | Sportwagen-Weltmeisterschaft 1965 | Sportwagen-Weltmeisterschaft 1965 | Sportwagen-Weltmeisterschaft 1965         | Sportwagen-Weltmeisterschaft 1965 | Sportwagen-Weltmeisterschaft 1965 |
| Rennen                                             | Rennen                            | Rennen                            | Rennen                                    | Rennen                            | Rennen                            |
| Pos.                                               | Nr.                               | Team                              | Fahrer                                    | Chassistyp                        | Motortyp                          |
| -------------------------------------------------- | --------------------------------- | --------------------------------- | ----------------------------------------- | --------------------------------- | --------------------------------- |
| 2000-km-Rennen von Daytona                         |                                   |                                   |                                           |                                   |                                   |
| 5                                                  | 16                                | Charlie Kolb                      | Charlie Kolb Roger Heftler                | 904 GTS                           | 2,0 l                             |
| 8                                                  | 10                                | Peter Gregg                       | Peter Gregg George Barber junior          | 904 GTS                           | 2,0 l                             |
| 9                                                  | 6                                 | Jack Ryan                         | Jack Ryan Bill Bencker Ted Tidwell        | 904 GTS                           | 2,0 l                             |
| 16                                                 | 26                                | David Lane                        | David Lane Robert Stoddard                | 904 GTS                           | 2,0 l                             |
| 12-Stunden-Rennen von Sebring                      |                                   |                                   |                                           |                                   |                                   |
| 5                                                  | 40                                | Porsche System Engineering        | Lake Underwood Günter Klass               | 904 GTS                           | 2,0 l                             |
| 6                                                  | 39                                | Porsche System Engineering        | Joe Buzzetta Ben Pon                      | 904 GTS                           | 2,0 l                             |
| 9                                                  | 38                                | Porsche System Engineering        | Gerhard Mitter Herbert Linge              | 904/8                             | 2,0 l                             |
| 10                                                 | 41                                | Precision Motor Cars              | Scooter Patrick Dave Jordan               | 904 GTS                           | 2,0 l                             |
| 20                                                 | 44                                | Briggs Cunningham                 | Briggs Cunningham John Fitch Bill Bencker | 904 GTS                           | 2,0 l                             |
| 28                                                 | 43                                | RBM Motors                        | Jack Ryan Ted Tidwell                     | 904 GTS                           | 2,0 l                             |
| 1000-km-Rennen von Monza                           |                                   |                                   |                                           |                                   |                                   |
| 4                                                  | 36                                | Racing Team Holland               | Ben Pon Rob Slotemaker                    | 904 GTS                           | 2,0 l                             |
| Targa Florio                                       |                                   |                                   |                                           |                                   |                                   |
| 2                                                  | 182                               | Porsche System Engineering        | Colin Davis Gerhard Mitter                | 904/8 Bergspyder                  | 2,0 l                             |
| 3                                                  | 176                               | Porsche System Engineering        | Umberto Maglioli Herbert Linge            | 904/6                             | 2,0 l                             |
| 4                                                  | 174                               | Porsche System Engineering        | Jo Bonnier Graham Hill                    | 904/8                             | 2,0 l                             |
| 5                                                  | 94                                | Porsche System Engineering        | Antonio Pucci Günter Klass                | 904 GTS                           | 2,0 l                             |
| 500-km-Rennen von Spa-Francorchamps                |                                   |                                   |                                           |                                   |                                   |
| 3                                                  | 41                                | Racing Team Holland               | Ben Pon                                   | 904 GTS                           | 2,0 l                             |
| 10                                                 | 40                                | „Eldé“                            | Léon Dernier („Eldé“)                     | 904 GTS                           | 2,0 l                             |
| 1000-km-Rennen auf dem Nürburgring                 |                                   |                                   |                                           |                                   |                                   |
| 3                                                  | 20                                | Porsche System Engineering        | Jo Bonnier Jochen Rindt                   | 904/8                             | 2,0 l                             |
| 5                                                  | 23                                | Porsche System Engineering        | Umberto Maglioli Herbert Linge            | 904/6                             | 2,0 l                             |
| 6                                                  | 22                                | Porsche System Engineering        | Peter Nöcker Günter Klass                 | 904/6                             | 2,0 l                             |
| 9                                                  | 21                                | Porsche System Engineering        | Gerhard Mitter Colin Davis                | 904/6                             | 2,0 l                             |
| 11                                                 | 72                                | Anton Fischhaber                  | Anton Fischhaber Udo Schütz               | 904 GTS                           | 2,0 l                             |
| 14                                                 | 68                                | Scuderia Lufthansa                | Manfred Abels Günther Selbach             | 904 GTS                           | 2,0 l                             |
| 21                                                 | 74                                | Bernd Degner                      | Bernd Degner Frank E. Kalkuhl             | 904 GTS                           | 2,0 l                             |
| 25                                                 | 70                                | Porsche System Engineering        | Gerhard Koch Ben Pon                      | 904 GTS                           | 2,0 l                             |
| 500-km-Rennen von Mugello                          |                                   |                                   |                                           |                                   |                                   |
| 8                                                  | 104                               | Autodelta                         | Teodoro Zeccoli Riccardo Di Bona          | 904 GTS                           | 2,0 l                             |
| Bergrennen Rossfeld                                |                                   |                                   |                                           |                                   |                                   |
| 1                                                  | 2                                 | Porsche System Engineering        | Gerhard Mitter                            | 904/8 Bergspyder                  | 2,0 l                             |
| 2                                                  | 26                                | Porsche System Engineering        | Herbert Müller                            | 904 GTS                           | 2,0 l                             |
| 5                                                  | 29                                | Michel Weber                      | Michel Weber                              | 904 GTS                           | 2,0 l                             |
| 6                                                  | 28                                | Rolf Stommelen                    | Rolf Stommelen                            | 904 GTS                           | 2,0 l                             |
| 8                                                  | 27                                | Udo Schütz                        | Udo Schütz                                | 904 GTS                           | 2,0 l                             |
| 13                                                 | 30                                | Sepp Greger                       | Sepp Greger                               | 904 GTS                           | 2,0 l                             |
| 24-Stunden-Rennen von Le Mans                      |                                   |                                   |                                           |                                   |                                   |
| 4                                                  | 32                                | Porsche System Engineering        | Herbert Linge Peter Nöcker                | 904/6                             | 2,0 l                             |
| 5                                                  | 36                                | Porsche System Engineering        | Gerhard Koch Anton Fischhaber             | 904 GTS                           | 2,0 l                             |
| 12-Stunden-Rennen von Reims                        |                                   |                                   |                                           |                                   |                                   |
| 6                                                  | 45                                | Don Moore                         | Paul Hawkins Mike De Udy                  | 904 GTS                           | 2,0 l                             |
| 10                                                 | 47                                | Claude Barbier                    | Claude Barbier Andre Potier               | 904 GTS                           | 2,0 l                             |
| Bergrennen Schauinsland                            |                                   |                                   |                                           |                                   |                                   |
| 2                                                  | 60                                | Porsche System Engineering        | Gerhard Mitter                            | 904/8 Bergspyder                  | 2,0 l                             |
| 4                                                  | 36                                | Michel Weber                      | Michel Weber                              | 904 GTS                           | 2,0 l                             |
| 5                                                  | 30                                | Sepp Greger                       | Sepp Greger                               | 904 GTS                           | 2,0 l                             |
| 6                                                  | 35                                | Scuderia Filipinetti              | Günter Klass                              | 904 GTS                           | 2,0 l                             |
| 7                                                  | 39                                | Rolf Stommelen                    | Rolf Stommelen                            | 904 GTS                           | 2,0 l                             |
| 8                                                  | 34                                | Werner Brockhaus                  | Werner Brockhaus                          | 904 GTS                           | 2,0 l                             |
| Bergrennen Ollon-Villars                           |                                   |                                   |                                           |                                   |                                   |
| 2                                                  | 171                               | Porsche System Engineering        | Gerhard Mitter                            | 904/8 Bergspyder                  | 2,0 l                             |
| 4                                                  | 126                               | Herbert Müller                    | Herbert Müller                            | 904 GTS                           | 2,0 l                             |
| 5                                                  | 121                               | Rolf Stommelen                    | Rolf Stommelen                            | 904 GTS                           | 2,0 l                             |
| 6                                                  | 114                               | Sepp Greger                       | Sepp Greger                               | 904 GTS                           | 2,0 l                             |
| 500-km-Rennen von Bridgehampton – 2.0 Liter-Klasse |                                   |                                   |                                           |                                   |                                   |
| 1                                                  | 14                                | Herb Wetanson                     | Herb Wetanson                             | 904 GTS                           | 2,0 l                             |

| Europa-Bergmeisterschaft 1965 | Europa-Bergmeisterschaft 1965 | Europa-Bergmeisterschaft 1965 | Europa-Bergmeisterschaft 1965 | Europa-Bergmeisterschaft 1965 | Europa-Bergmeisterschaft 1965 |
| Rennen                        | Rennen                        | Rennen                        | Rennen                        | Rennen                        | Rennen                        |
| Pos.                          | Nr.                           | Team                          | Fahrer                        | Chassistyp                    | Motortyp                      |
| ----------------------------- | ----------------------------- | ----------------------------- | ----------------------------- | ----------------------------- | ----------------------------- |
| Bergrennen Mont Ventoux       |                               |                               |                               |                               |                               |
| 2                             |                               | Porsche System Engineering    | Gerhard Mitter                | 904 GTS                       | 2,0 l                         |
| 5                             |                               | Herbert Müller                | Herbert Müller                | 904 GTS                       | 2,0 l                         |
| 7                             |                               | Anton Fischhaber              | Anton Fischhaber              | 904 GTS                       | 2,0 l                         |
| 10                            |                               | Marence Balas                 | Marence Balas                 | 904 GTS                       | 2,0 l                         |
| 12                            |                               | Jean Clement                  | Jean Clement                  | 904 GTS                       | 2,0 l                         |
| 17                            |                               | Chevillon                     | Chevillon                     | 904 GTS                       | 2,0 l                         |
| 20                            |                               | Abramo Zanardelli             | Abramo Zanardelli             | 904 GTS                       | 2,0 l                         |
| Bergrennen Rossfeld           |                               |                               |                               |                               |                               |
| 1                             | 2                             | Porsche System Engineering    | Gerhard Mitter                | 904/8 Bergspyder              | 2,0 l                         |
| 2                             | 26                            | Porsche System Engineering    | Herbert Müller                | 904 GTS                       | 2,0 l                         |
| 5                             | 29                            | Michel Weber                  | Michel Weber                  | 904 GTS                       | 2,0 l                         |
| 6                             | 28                            | Rolf Stommelen                | Rolf Stommelen                | 904 GTS                       | 2,0 l                         |
| 8                             | 27                            | Udo Schütz                    | Udo Schütz                    | 904 GTS                       | 2,0 l                         |
| 13                            | 30                            | Sepp Greger                   | Sepp Greger                   | 904 GTS                       | 2,0 l                         |
| Bergrennen Trento Bondone     |                               |                               |                               |                               |                               |
| 3                             |                               | Porsche System Engineering    | Gerhard Mitter                | 904/8 Bergspyder              | 2,0 l                         |
| 4                             |                               | Porsche System Engineering    | Anton Fischhaber              | 904/8 Bergspyder              | 2,0 l                         |
| 5                             |                               | Herbert Müller                | Herbert Müller                | 904 GTS                       | 2,0 l                         |
| Bergrennen Cesana Sestrieres  |                               |                               |                               |                               |                               |
| 2                             |                               | Porsche System Engineering    | Gerhard Mitter                | 904/8 Bergspyder              | 2,0 l                         |
| 4                             |                               | Herbert Müller                | Herbert Müller                | 904 GTS                       | 2,0 l                         |
| 5                             |                               | Sepp Greger                   | Sepp Greger                   | 904 GTS                       | 2,0 l                         |
| Bergrennen Schauinsland       |                               |                               |                               |                               |                               |
| 2                             | 60                            | Porsche System Engineering    | Gerhard Mitter                | 904/8 Bergspyder              | 2,0 l                         |
| 4                             | 36                            | Michel Weber                  | Michel Weber                  | 904 GTS                       | 2,0 l                         |
| 5                             | 30                            | Sepp Greger                   | Sepp Greger                   | 904 GTS                       | 2,0 l                         |
| 6                             | 35                            | Scuderia Filipinetti          | Günter Klass                  | 904 GTS                       | 2,0 l                         |
| 7                             | 39                            | Rolf Stommelen                | Rolf Stommelen                | 904 GTS                       | 2,0 l                         |
| 8                             | 34                            | Werner Brockhaus              | Werner Brockhaus              | 904 GTS                       | 2,0 l                         |
| Bergrennen Ollon-Villars      |                               |                               |                               |                               |                               |
| 2                             | 171                           | Porsche System Engineering    | Gerhard Mitter                | 904/8 Bergspyder              | 2,0 l                         |
| 4                             | 126                           | Herbert Müller                | Herbert Müller                | 904 GTS                       | 2,0 l                         |
| 5                             | 121                           | Rolf Stommelen                | Rolf Stommelen                | 904 GTS                       | 2,0 l                         |
| 6                             | 114                           | Sepp Greger                   | Sepp Greger                   | 904 GTS                       | 2,0 l                         |
| Bergrennen Gaisberg           |                               |                               |                               |                               |                               |
| 1                             |                               | Michel Weber                  | Michel Weber                  | 904 GTS                       | 2,0 l                         |
| 2                             |                               | Sepp Greger                   | Sepp Greger                   | 904 GTS                       | 2,0 l                         |
| 3                             |                               | Rolf Stommelen                | Rolf Stommelen                | 904 GTS                       | 2,0 l                         |
| 4                             |                               | Porsche System Engineering    | Gerhard Mitter                | 904/8 Bergspyder              | 2,0 l                         |
| 7                             |                               | Herbert Müller                | Herbert Müller                | 904 GTS                       | 2,0 l                         |
| 8                             |                               | Walter Schatz                 | Walter Schatz                 | 904 GTS                       | 2,0 l                         |
| 9                             |                               | Anton Fischhaber              | Anton Fischhaber              | 904 GTS                       | 2,0 l                         |

| Deutsche Automobil-Rundstrecken-Meisterschaft 1965 | Deutsche Automobil-Rundstrecken-Meisterschaft 1965 | Deutsche Automobil-Rundstrecken-Meisterschaft 1965 | Deutsche Automobil-Rundstrecken-Meisterschaft 1965 | Deutsche Automobil-Rundstrecken-Meisterschaft 1965 | Deutsche Automobil-Rundstrecken-Meisterschaft 1965 |
| Rennen                                             | Rennen                                             | Rennen                                             | Rennen                                             | Rennen                                             | Rennen                                             |
| Pos.                                               | Nr.                                                | Team                                               | Fahrer                                             | Chassistyp                                         | Motortyp                                           |
| -------------------------------------------------- | -------------------------------------------------- | -------------------------------------------------- | -------------------------------------------------- | -------------------------------------------------- | -------------------------------------------------- |
| DARM GT Nürburgring Hansapokal                     |                                                    |                                                    |                                                    |                                                    |                                                    |
| 1                                                  |                                                    |                                                    | Udo Schütz                                         | 904 GTS                                            | 2,0 l                                              |
| 2                                                  |                                                    | Rolf Stommelen                                     | Rolf Stommelen                                     | 904 GTS                                            | 2,0 l                                              |
| 3                                                  |                                                    |                                                    | Manfred Abels                                      | 904 GTS                                            | 2,0 l                                              |
| 5                                                  |                                                    |                                                    | Peter Ruby                                         | 904 GTS                                            | 2,0 l                                              |
| 6                                                  |                                                    |                                                    | Rainer Ising                                       | 904 GTS                                            | 2,0 l                                              |
| 8                                                  |                                                    |                                                    | Franz-Urban Schoppe                                | 904 GTS                                            | 2,0 l                                              |
| 1000-km-Rennen auf dem Nürburgring                 |                                                    |                                                    |                                                    |                                                    |                                                    |
| 3                                                  | 20                                                 | Porsche System Engineering                         | Jo Bonnier Jochen Rindt                            | 904/8                                              | 2,0 l                                              |
| 5                                                  | 23                                                 | Porsche System Engineering                         | Umberto Maglioli Herbert Linge                     | 904/6                                              | 2,0 l                                              |
| 6                                                  | 22                                                 | Porsche System Engineering                         | Peter Nöcker Günter Klass                          | 904/6                                              | 2,0 l                                              |
| 9                                                  | 21                                                 | Porsche System Engineering                         | Gerhard Mitter Colin Davis                         | 904/6                                              | 2,0 l                                              |
| 11                                                 | 72                                                 | Anton Fischhaber                                   | Anton Fischhaber Udo Schütz                        | 904 GTS                                            | 2,0 l                                              |
| 14                                                 | 68                                                 | Scuderia Lufthansa                                 | Manfred Abels Günther Selbach                      | 904 GTS                                            | 2,0 l                                              |
| 21                                                 | 74                                                 | Bernd Degner                                       | Bernd Degner Frank E. Kalkuhl                      | 904 GTS                                            | 2,0 l                                              |
| 25                                                 | 70                                                 | Porsche System Engineering                         | Gerhard Koch Ben Pon                               | 904 GTS                                            | 2,0 l                                              |
| DARM GT Avus                                       |                                                    |                                                    |                                                    |                                                    |                                                    |
| ?                                                  |                                                    |                                                    | Udo Schütz                                         | 904 GTS                                            | 2,0 l                                              |
| ?                                                  |                                                    |                                                    | Manfred Abels                                      | 904 GTS                                            | 2,0 l                                              |
| DARM GT Norisring                                  |                                                    |                                                    |                                                    |                                                    |                                                    |
| 1                                                  | 21                                                 | Porsche System Engineering                         | Günter Klass                                       | 904 GTS                                            | 2,0 l                                              |
| 3                                                  | 22                                                 | Porsche System Engineering                         | Udo Schütz                                         | 904 GTS                                            | 2,0 l                                              |
| 5                                                  | 23                                                 | Rolf Stommelen                                     | Rolf Stommelen                                     | 904 GTS                                            | 2,0 l                                              |
| Norisring                                          |                                                    |                                                    |                                                    |                                                    |                                                    |
| 1                                                  | 2                                                  | Porsche System Engineering                         | Gerhard Mitter                                     | 904/8 Bergspyder                                   | 2,0 l                                              |
| Internationales Mainz-Finthen                      |                                                    |                                                    |                                                    |                                                    |                                                    |
| 2                                                  |                                                    |                                                    | Udo Schütz                                         | 904 GTS                                            | 2,0 l                                              |
| DARM GT Mainz-Finthen                              |                                                    |                                                    |                                                    |                                                    |                                                    |
| 1                                                  |                                                    |                                                    | Udo Schütz                                         | 904 GTS                                            | 2,0 l                                              |
| DARM GT Solitude                                   |                                                    |                                                    |                                                    |                                                    |                                                    |
| 1                                                  | 17                                                 | Racing Team Holland                                | Ben Pon                                            | 904 GTS                                            | 2,0 l                                              |
| 2                                                  | 6                                                  | Rolf Stommelen                                     | Rolf Stommelen                                     | 904 GTS                                            | 2,0 l                                              |
| 4                                                  | 3                                                  | Equipe Nationale Belge                             | Léon Dernier („Eldé“)                              | 904 GTS                                            | 2,0 l                                              |
| 5                                                  | 8                                                  | Mike De Udy                                        | Mike De Udy                                        | 904 GTS                                            | 2,0 l                                              |
| Solitude                                           |                                                    |                                                    |                                                    |                                                    |                                                    |
| 1                                                  | 1                                                  | Porsche System Engineering                         | Gerhard Mitter                                     | 904/8 Bergspyder                                   | 2,0 l                                              |
| 3                                                  | 2                                                  | Porsche System Engineering                         | Herbert Linge                                      | 904/6                                              | 2,0 l                                              |
| DARM GT Nürburgring                                |                                                    |                                                    |                                                    |                                                    |                                                    |
| 1                                                  | 1                                                  | Racing Team Holland                                | Ben Pon                                            | 904 GTS                                            | 2,0 l                                              |
| 2                                                  | 3                                                  |                                                    | Udo Schütz                                         | 904 GTS                                            | 2,0 l                                              |
| DARM GT Wunstorf                                   |                                                    |                                                    |                                                    |                                                    |                                                    |
| 1                                                  |                                                    |                                                    | Udo Schütz                                         | 904 GTS                                            | 2,0 l                                              |
| 2                                                  |                                                    | Rolf Stommelen                                     | Rolf Stommelen                                     | 904 GTS                                            | 2,0 l                                              |

1966
| Sportwagen-Weltmeisterschaft 1966 | Sportwagen-Weltmeisterschaft 1966 | Sportwagen-Weltmeisterschaft 1966 | Sportwagen-Weltmeisterschaft 1966          | Sportwagen-Weltmeisterschaft 1966 | Sportwagen-Weltmeisterschaft 1966 |
| Rennen                            | Rennen                            | Rennen                            | Rennen                                     | Rennen                            | Rennen                            |
| Pos.                              | Nr.                               | Team                              | Fahrer                                     | Chassistyp                        | Motortyp                          |
| --------------------------------- | --------------------------------- | --------------------------------- | ------------------------------------------ | --------------------------------- | --------------------------------- |
| 24-Stunden-Rennen von Daytona     |                                   |                                   |                                            |                                   |                                   |
| 7                                 | 16                                | Porsche System Engineering        | Gerhard Mitter Joe Buzzetta                | 904 GTS                           | 2,0 l                             |
| 8                                 | 17                                | Porsche System Engineering        | Günter Klass Udo Schütz                    | 904 GTS                           | 2,0 l                             |
| 10                                | 14                                | Brumos Porsche Florida            | Peter Gregg George Drolsom                 | 904 GTS                           | 2,0 l                             |
| 11                                | 20                                | Sam Posey                         | Sam Posey Jim Haynes Harry Theodoracopulos | 904 GTS                           | 2,0 l                             |
| 12-Stunden-Rennen von Sebring     |                                   |                                   |                                            |                                   |                                   |
| 7                                 | 54                                | Porsche System Engineering        | George Follmer Peter Gregg                 | 904 GTS                           | 2,0 l                             |
| 16                                | 56                                | Jacques Duval                     | Jacques Duval Horst Kroll                  | 904 GTS                           | 2,0 l                             |
| Bergrennen Sierra Montana         |                                   |                                   |                                            |                                   |                                   |
| 5                                 | 93                                | ÖASC                              | Rudi Lins                                  | 904 GTS                           | 2,0 l                             |

| Europa-Bergmeisterschaft 1966 | Europa-Bergmeisterschaft 1966 | Europa-Bergmeisterschaft 1966 | Europa-Bergmeisterschaft 1966 | Europa-Bergmeisterschaft 1966 | Europa-Bergmeisterschaft 1966 |
| Rennen                        | Rennen                        | Rennen                        | Rennen                        | Rennen                        | Rennen                        |
| Pos.                          | Nr.                           | Team                          | Fahrer                        | Chassistyp                    | Motortyp                      |
| ----------------------------- | ----------------------------- | ----------------------------- | ----------------------------- | ----------------------------- | ----------------------------- |
| Bergrennen Rossfeld           |                               |                               |                               |                               |                               |
| 5                             |                               | Rolf Stommelen                | Rolf Stommelen                | 904 GTS                       | 2,0 l                         |
| 6                             |                               | Michel Weber                  | Michel Weber                  | 904 GTS                       | 2,0 l                         |
| Bergrennen Trento Bondone     |                               |                               |                               |                               |                               |
| 4                             |                               | Michel Weber                  | Michel Weber                  | 904 GTS                       | 2,0 l                         |
| Bergrennen Cesana Sestrieres  |                               |                               |                               |                               |                               |
| 5                             |                               | Michel Weber                  | Michel Weber                  | 904 GTS                       | 2,0 l                         |
| 6                             |                               | Rolf Stommelen                | Rolf Stommelen                | 904 GTS                       | 2,0 l                         |
| Bergrennen Schauinsland       |                               |                               |                               |                               |                               |
| 4                             |                               | Michel Weber                  | Michel Weber                  | 904 GTS                       | 2,0 l                         |
| 5                             |                               | Rolf Stommelen                | Rolf Stommelen                | 904 GTS                       | 2,0 l                         |
| Bergrennen Sierra Montana     |                               |                               |                               |                               |                               |
| 5                             | 93                            | ÖASC                          | Rudi Lins                     | 904 GTS                       | 2,0 l                         |
| Bergrennen Gaisberg           |                               |                               |                               |                               |                               |
| ?                             |                               | Michel Weber                  | Michel Weber                  | 904 GTS                       | 2,0 l                         |

| Deutsche Automobil-Rundstrecken-Meisterschaft 1966 | Deutsche Automobil-Rundstrecken-Meisterschaft 1966 | Deutsche Automobil-Rundstrecken-Meisterschaft 1966 | Deutsche Automobil-Rundstrecken-Meisterschaft 1966 | Deutsche Automobil-Rundstrecken-Meisterschaft 1966 | Deutsche Automobil-Rundstrecken-Meisterschaft 1966 |
| Rennen                                             | Rennen                                             | Rennen                                             | Rennen                                             | Rennen                                             | Rennen                                             |
| Pos.                                               | Nr.                                                | Team                                               | Fahrer                                             | Chassistyp                                         | Motortyp                                           |
| -------------------------------------------------- | -------------------------------------------------- | -------------------------------------------------- | -------------------------------------------------- | -------------------------------------------------- | -------------------------------------------------- |
| DARM Trier                                         |                                                    |                                                    |                                                    |                                                    |                                                    |
| 4                                                  |                                                    | Rolf Stommelen                                     | Rolf Stommelen                                     | 904 GTS                                            | 2,0 l                                              |
| 5                                                  |                                                    | Walter Lehmann                                     | Walter Lehmann                                     | 904 GTS                                            | 2,0 l                                              |
| DARM GT Hockenheim                                 |                                                    |                                                    |                                                    |                                                    |                                                    |
| 2                                                  | 100                                                | Rolf Stommelen                                     | Rolf Stommelen                                     | 904 GTS                                            | 2,0 l                                              |
| ?                                                  |                                                    | Peter Ernst                                        | Peter Ernst                                        | 904 GTS                                            | 2,0 l                                              |
| DARM Mainz-Finthen                                 |                                                    |                                                    |                                                    |                                                    |                                                    |
| 4                                                  |                                                    | Peter Ernst                                        | Peter Ernst                                        | 904 GTS                                            | 2,0 l                                              |
| DARM Norisring                                     |                                                    |                                                    |                                                    |                                                    |                                                    |
| ?                                                  |                                                    | Peter Ernst                                        | Peter Ernst                                        | 904 GTS                                            | 2,0 l                                              |

1967
| Sportwagen-Weltmeisterschaft 1967 | Sportwagen-Weltmeisterschaft 1967 | Sportwagen-Weltmeisterschaft 1967 | Sportwagen-Weltmeisterschaft 1967 | Sportwagen-Weltmeisterschaft 1967 | Sportwagen-Weltmeisterschaft 1967 |
| Rennen                            | Rennen                            | Rennen                            | Rennen                            | Rennen                            | Rennen                            |
| Pos.                              | Nr.                               | Team                              | Fahrer                            | Chassistyp                        | Motortyp                          |
| --------------------------------- | --------------------------------- | --------------------------------- | --------------------------------- | --------------------------------- | --------------------------------- |
| Bergrennen Ollon-Villars          |                                   |                                   |                                   |                                   |                                   |
| 15                                | 172                               | Formel Rennsport Club Zürich      | Gildo de Guidi                    | 904 GTS                           | 2,0 l                             |
| 29                                | 170                               | Hans Schertenleib                 | Hans Schertenleib                 | 904 GTS                           | 2,0 l                             |

| Europa-Bergmeisterschaft 1967 | Europa-Bergmeisterschaft 1967 | Europa-Bergmeisterschaft 1967 | Europa-Bergmeisterschaft 1967 | Europa-Bergmeisterschaft 1967 | Europa-Bergmeisterschaft 1967 |
| Rennen                        | Rennen                        | Rennen                        | Rennen                        | Rennen                        | Rennen                        |
| Pos.                          | Nr.                           | Team                          | Fahrer                        | Chassistyp                    | Motortyp                      |
| ----------------------------- | ----------------------------- | ----------------------------- | ----------------------------- | ----------------------------- | ----------------------------- |
| Bergrennen Mont Ventoux       |                               |                               |                               |                               |                               |
| 12                            |                               | Chevillon                     | Chevillon                     | 904 GTS                       | 2,0 l                         |
| 22                            |                               | Cyr Febbraio                  | Cyr Febbraio                  | 904 GTS                       | 2,0 l                         |
| Bergrennen Ollon-Villars      |                               |                               |                               |                               |                               |
| 15                            | 172                           | Formel Rennsport Club Zürich  | Gildo de Guidi                | 904 GTS                       | 2,0 l                         |
| 29                            | 170                           | Hans Schertenleib             | Hans Schertenleib             | 904 GTS                       | 2,0 l                         |

## Technische Daten
Der Porsche 904 wurde von 1963 bis 1965 in folgenden Ausführungen produziert und eingesetzt:
| Porsche 904:               | 904 Coupé (Straßenversion)                                | 904 Coupé                                                | 904/6 Coupé                                             | 904/8 Coupé                                              | 904/8 Bergspyder “Känguru”                               |
| -------------------------- | --------------------------------------------------------- | -------------------------------------------------------- | ------------------------------------------------------- | -------------------------------------------------------- | -------------------------------------------------------- |
| Motor:                     | 4-Zylinder-Boxermotor (Viertakt)                          | 4-Zylinder-Boxermotor (Viertakt)                         | 6-Zylinder-Boxermotor (Viertakt)                        | 8-Zylinder-Boxermotor (Viertakt)                         | 8-Zylinder-Boxermotor (Viertakt)                         |
| Hubraum:                   | 1966 cm³                                                  | 1966 cm³                                                 | 1991 cm³                                                | 2195 cm³                                                 | 1982 cm³                                                 |
| Bohrung × Hub:             | 92,0 × 74,0 mm                                            | 92,0 × 74,0 mm                                           | 80,0 × 66,0 mm                                          | 80,0 × 54,6 mm                                           | 76,0 × 54,6 mm                                           |
| Leistung bei 1/min:        | 114 kW (155 PS) bei 6900                                  | 132 kW (180 PS) bei 7200                                 | 155 kW (210 PS) bei 8000                                | 198 kW (270 PS) bei 8600                                 | 191 kW (260 PS) bei 8800                                 |
| Max. Drehmoment bei 1/min: | 169 Nm bei 5000                                           | 196 Nm bei 5000                                          | 196 Nm bei 6000                                         | 230 Nm bei 7000                                          | 210 Nm bei 7100                                          |
| Verdichtung:               | 9,8 : 1                                                   | 9,8 : 1                                                  | 10,3 : 1                                                | 10,2 : 1                                                 | 10,5 : 1                                                 |
| Ventilsteuerung:           | je zwei königswellengetriebene obenliegende Nockenwellen  | je zwei königswellengetriebene obenliegende Nockenwellen | je eine obenliegende Nockenwelle, kettengetrieben       | je zwei königswellengetriebene obenliegende Nockenwellen | je zwei königswellengetriebene obenliegende Nockenwellen |
| Kühlung:                   | Luftkühlung (Gebläse)                                     | Luftkühlung (Gebläse)                                    | Luftkühlung (Gebläse)                                   | Luftkühlung (Gebläse)                                    | Luftkühlung (Gebläse)                                    |
| Getriebe:                  | 5-Gang-Getriebe und Sperrdifferenzial; Hinterradantrieb   | 5-Gang-Getriebe und Sperrdifferenzial; Hinterradantrieb  | 5-Gang-Getriebe und Sperrdifferenzial; Hinterradantrieb | 5-Gang-Getriebe und Sperrdifferenzial; Hinterradantrieb  | 5-Gang-Getriebe und Sperrdifferenzial; Hinterradantrieb  |
| Bremsen:                   | Zweikreis-Scheibenbremsen                                 | Zweikreis-Scheibenbremsen                                | Zweikreis-Scheibenbremsen                               | Zweikreis-Scheibenbremsen                                | Zweikreis-Scheibenbremsen                                |
| Radaufhängung vorn:        | schrägliegende Doppelquerlenker, Stabilisator             | schrägliegende Doppelquerlenker, Stabilisator            | schrägliegende Doppelquerlenker, Stabilisator           | schrägliegende Doppelquerlenker, Stabilisator            | schrägliegende Doppelquerlenker, Stabilisator            |
| Radaufhängung hinten:      | schrägliegende Doppelquerlenker, Stabilisator             | schrägliegende Doppelquerlenker, Stabilisator            | schrägliegende Doppelquerlenker, Stabilisator           | schrägliegende Doppelquerlenker, Stabilisator            | schrägliegende Doppelquerlenker, Stabilisator            |
| Federung vorn:             | Schraubenfedern, Teleskopstoßdämpfer                      | Schraubenfedern, Teleskopstoßdämpfer                     | Schraubenfedern, Teleskopstoßdämpfer                    | Schraubenfedern, Teleskopstoßdämpfer                     | Schraubenfedern, Teleskopstoßdämpfer                     |
| Federung hinten:           | Schraubenfedern, Teleskopstoßdämpfer                      | Schraubenfedern, Teleskopstoßdämpfer                     | Schraubenfedern, Teleskopstoßdämpfer                    | Schraubenfedern, Teleskopstoßdämpfer                     | Schraubenfedern, Teleskopstoßdämpfer                     |
| Karosserie:                | Kunststoffkarosserie mit Kastenrahmen                     | Kunststoffkarosserie mit Kastenrahmen                    | Kunststoffkarosserie mit Kastenrahmen                   | Kunststoffkarosserie mit Kastenrahmen                    | Kunststoffkarosserie mit Kastenrahmen                    |
| Spurweite vorn/hinten:     | 1316/1312 mm                                              | 1316/1312 mm                                             | 1314/1312 mm                                            | 1314/1312 mm                                             | 1338/1402 mm                                             |
| Radstand:                  | 2300 mm                                                   | 2300 mm                                                  | 2300 mm                                                 | 2300 mm                                                  | 2300 mm                                                  |
| Reifen/Felgen:             | VA: 185/70 HR 15 auf 7J × 15 HA: 185/70 HR 15 auf 7J × 15 | VA: 5.50-15 auf ?J × 15 HA: 6.00-15 auf ?J × 15          | VA: 5.50-15 auf ?J × 15 HA: 6.00-15 auf ?J × 15         | VA: 5.50-15 auf ?J × 15 HA: 6.00-15 auf ?J × 15          | VA: 5.50-15 auf ?J × 15 HA: 6.00-15 auf ?J × 15          |
| Maße L × B × H:            | 4090 × 1540 × 1065 mm                                     | 4090 × 1540 × 1065 mm                                    | 4090 × 1540 × 1065 mm                                   | 4090 × 1540 × 1065 mm                                    | 4113 × ? × ? mm                                          |
| Leergewicht:               | ca. 650 kg                                                | ca. 650 kg                                               | ca. 640 kg                                              | ca. 640 kg                                               | ca. 570 kg                                               |
| Höchstgeschwindigkeit:     | 250 km/h                                                  | 263 km/h                                                 | 263 km/h                                                | 263 km/h                                                 | 260 km/h                                                 |
| Beschleunigung 0–100 km/h: |                                                           | 5,5 s                                                    |                                                         |                                                          |                                                          |

### Porsche-Datenbank
- Porsche 904 Carrera GTS Coupé auf Porsche.com (Memento vom 23. März 2009 im Internet Archive)
- Porsche 904/8 Carrera Coupé auf Porsche.com (Memento vom 23. März 2009 im Internet Archive)
- Porsche 906/8 Bergspyder “Känguruh” auf Porsche.com (Memento vom 23. März 2009 im Internet Archive)

### Bericht im Internet
- Der Porsche 904 auf ClassicDriver.de
- Chassis-Register des Porsche 904 (englisch)